# Pacyfikacja Ochoty
Pacyfikacja Ochoty – masowe mordy, gwałty, grabieże oraz podpalenia, których żołnierze różnych formacji niemieckich i kolaboracyjnych dopuścili się w warszawskiej dzielnicy Ochota w sierpniu 1944 roku, w czasie tłumienia powstania warszawskiego.
Na Ochocie powstańcze wystąpienie w godzinie „W” zakończyło się niemal całkowitym niepowodzeniem, gdyż żołnierzom Armii Krajowej nie udało się zdobyć większości obsadzonych przez Niemców obiektów. W nocy z 1 na 2 sierpnia 1944 roku główne siły obwodu IV „Ochota” AK wycofały się w kierunku Lasów Sękocińskich. W dzielnicy pozostały tylko dwie odizolowane od siebie polskie reduty przy ulicach Kaliskiej i Wawelskiej. Tymczasem 4 lub 5 sierpnia na Ochotę przybył pułk zbiorczy ze składu kolaboracyjnej Brygady Szturmowej SS RONA. Jego żołnierze przystąpili do pacyfikacji dzielnicy, dokonując przy tym bardzo wielu mordów, gwałtów, rabunków i podpaleń. Symbolem okrucieństwa ronowców stało się targowisko Zieleniak, które w pierwszych dniach sierpnia przekształcono w punkt zborny dla wypędzanej ludności Warszawy. Żołnierze RONA popełnili ponadto wiele zbrodni w Instytucie Radowym przy ul. Wawelskiej, na terenie Kolonii Staszica oraz w innych miejscach na Ochocie. Niemieccy esesmani, policjanci i żołnierze, którzy stacjonowali na terenie dzielnicy, także dopuścili się licznych zbrodni na jeńcach i ludności cywilnej.
11 sierpnia upadł ostatni polski punkt oporu na Ochocie, tj. Reduta Wawelska. Pułk zbiorczy RONA przeszedł wtedy w rejon placu Starynkiewicza, gdzie jego żołnierze wraz z Niemcami również dopuścili się licznych mordów i gwałtów. 
Historycy szacują, że pacyfikacja Ochoty przyniosła około 10 tys. ofiar, z czego blisko tysiąc poniosło śmierć na Zieleniaku.

## Ochota w godzinie „W”

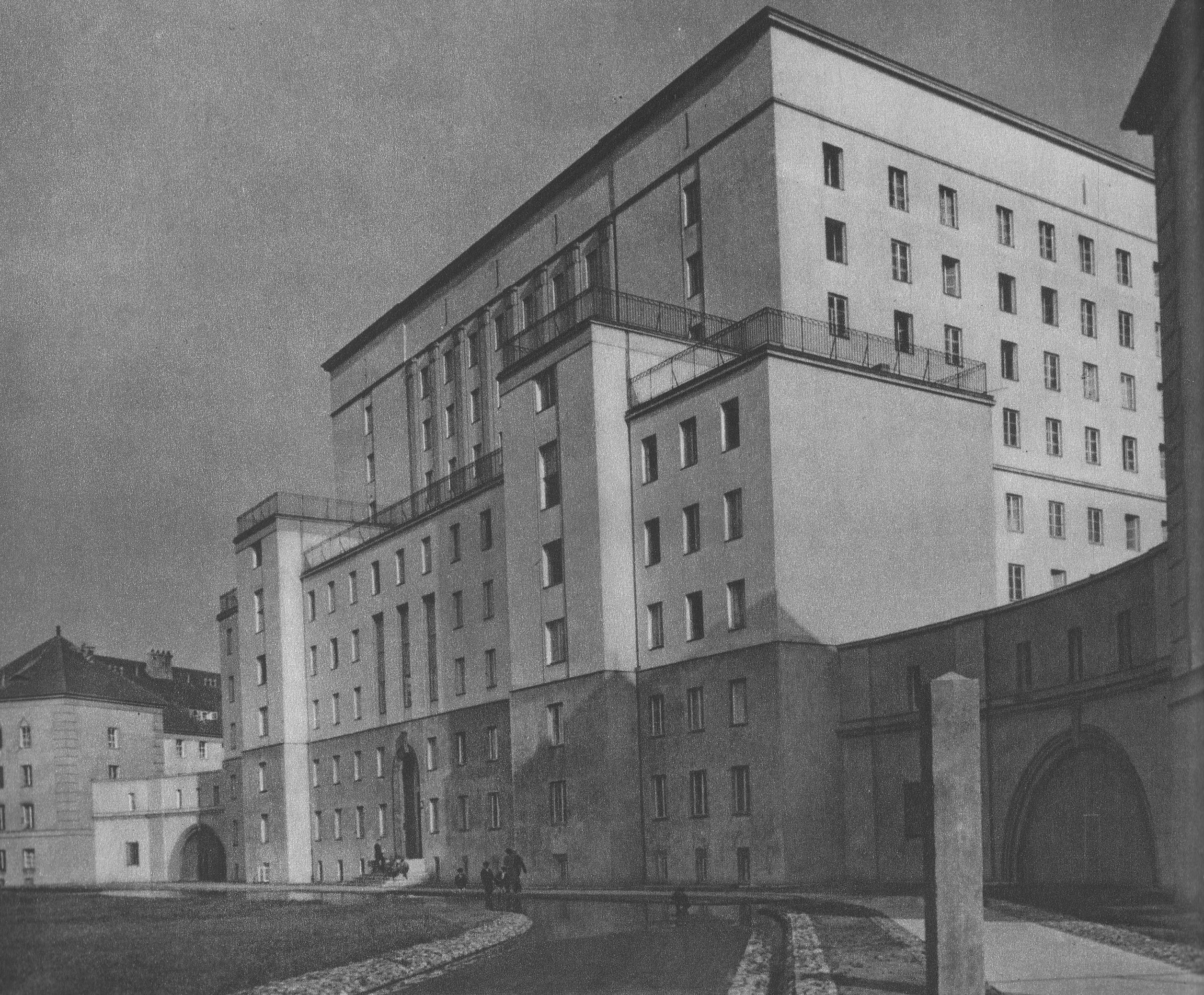
Dom Akademicki przy pl. Narutowicza. W sierpniu 1944 roku stanowił najważniejszy obiekt kontrolowany przez Niemców na Ochocie

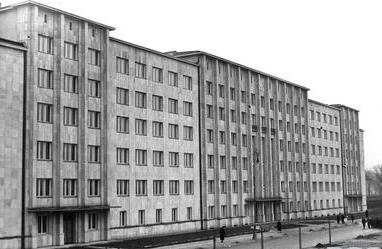
Gmach Dyrekcji Naczelnej Lasów Państwowych

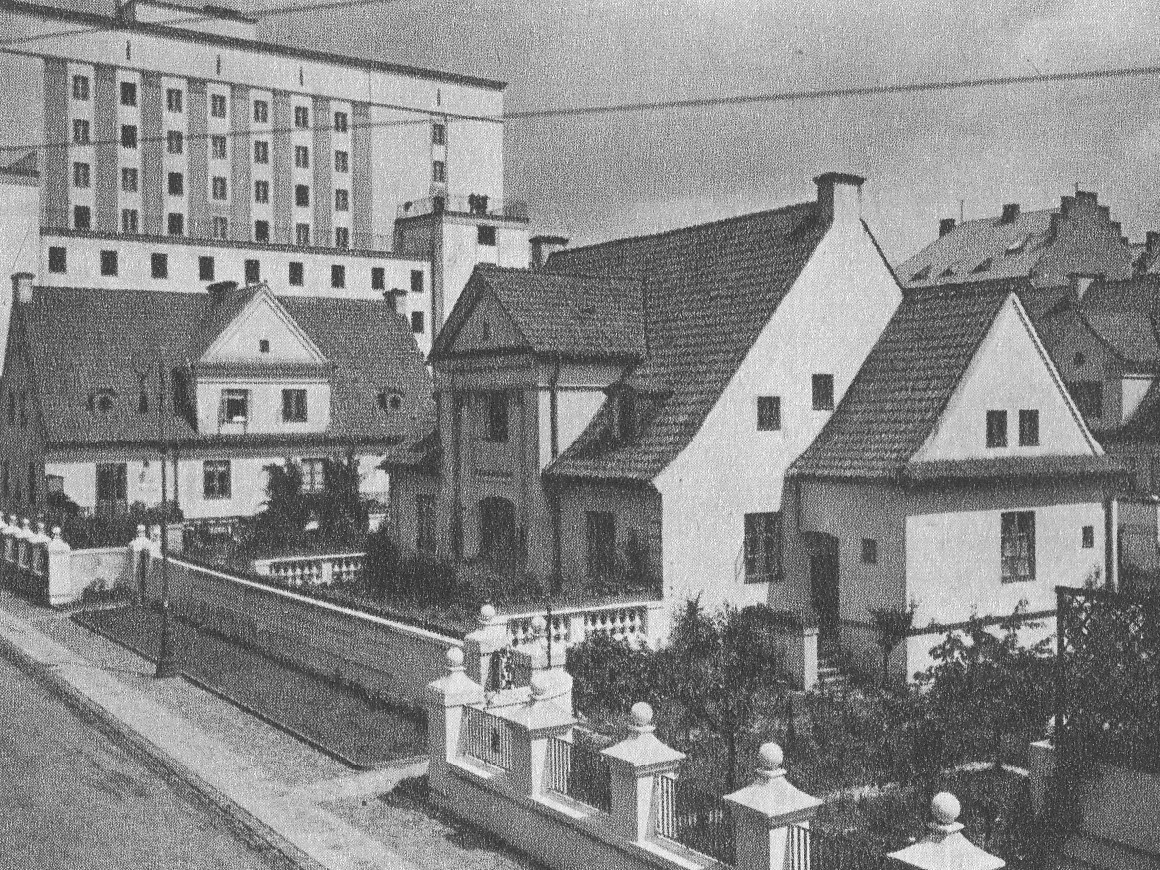
Fragment Kolonii Lubeckiego

Rozkaz dowódcy Okręgu Warszawa Armii Krajowej płk. Antoniego Chruściela ps. „Monter”, wyznaczający termin wybuchu powstania w Warszawie na godzinę 17:00 we wtorek 1 sierpnia 1944 roku, dotarł na Ochotę dopiero o godzinie 8:00 rano w dniu planowanego zrywu. Opóźnienie wpłynęło negatywnie na przebieg mobilizacji. W dodatku już w godzinach porannych w rejonie pl. Zawiszy doszło do potyczki między niemieckim patrolem a grupą powstańców, którzy przenosili broń do jednego z punktów zbornych. W rezultacie czujność Niemców uległa zaostrzeniu, co utrudniło zarówno mobilizację, jak i transport broni.
Ostatecznie przed godziną „W” około 1000 żołnierzy obwodu IV „Ochota” AK, a więc niespełna 59% stanu osobowego, zdołało dotrzeć na punkty zborne. Jeszcze gorzej przedstawiało się wyposażenie w broń i amunicję, co było spowodowane zarówno utratą części zasobów obwodu wiosną 1944 roku, jak i niewystarczającą ilością czasu na ich dostarczenie do punktów zbornych. Żołnierze obwodu wyruszyli do boju dysponując zaledwie 5 ręcznymi karabinami maszynowymi, około 40 karabinami, około 20 pistoletami maszynowymi, 60–80 sztukami broni krótkiej, około 50 butelkami zapalającymi i 2 tys. granatów.
W tych okolicznościach działania obwodu „Ochota” zakończyły się niemal całkowitym niepowodzeniem:
- w I rejonie szturm na główny ośrodek niemieckiego oporu, tj. Dom Akademicki przy pl. Narutowicza, w którym mieściły się koszary Schutzpolizei, został odparty przy ciężkich stratach dla strony polskiej. Zginęło około 50 powstańców i przypadkowych przechodniów. Żołnierzom rejonu nie udało się także zdobyć innych wyznaczonych obiektów: Fabryki Wyrobów Tytoniowych Państwowego Monopolu Tytoniowego przy ul. Kaliskiej 1, Męskiego Gimnazjum i Liceum im. Hugona Kołłątaja przy ul. Grójeckiej 93, w którym mieścił się magazyn wojskowy chroniony przez pluton Wehrmachtu, a także Gimnazjum Żeńskiego Fundacji im. Wandy z Posseltów Szachtmajerowej przy ul. Białobrzeskiej 44, w którym mieścił się niemiecki ośrodek dla ozdrowieńców. Po zaciętej walce zdobyto jedynie Zakład Wychowawczy ks. Orionistów przy ul. Barskiej 4 („Antonin”), w którym urządził swoją kwaterę oddział zaopatrzeniowy 1 Dywizji Pancerno-Spadochronowej „Hermann Göring”[9].
- w II rejonie załamał się atak na gmach Szkoły Nauk Politycznych przy ul. Wawelskiej 56, w którym kwaterowały kompania SS oraz ukraińska kompania[c]. Niezdobyty pozostał także sąsiedni gmach Dyrekcji Naczelnej Lasów Państwowych[10].
- w III rejonie całkowitym niepowodzeniem zakończył się atak na szkołę zawodową przy ul. Tarczyńskiej 8, w której kwaterowała 150-osobowa kompania SS[11]. Zdziesiątkowane oddziały rejonu uległy rozproszeniu[12].

Niepowodzeniem zakończyły się również działania tych oddziałów z sąsiednich obwodów, których pozycje wyjściowe znajdowały się na Ochocie lub w jej bezpośrednim sąsiedztwie. 
- w Kolonii Staszica żołnierze dwóch kompanii VI zgrupowania III rejonu obwodu „Śródmieście” nie zdołali zdobyć ani gmachu Warszawskiego Urzędu Wojewódzkiego przy ul. Filtrowej 57, ani domów przy ulicach Sędziowskiej i Suchej, w których kwaterowali niemieccy lotnicy[13].
- z Kolonii Staszica wyruszył także do boju batalion „Odwet II”, podlegający organizacyjnie obwodowi V „Mokotów”[14]. Miał on za zadanie zdobyć koszary SS przy ul. Rakowieckiej, jednakże nie zdołał przebić się przez niemieckie stanowiska na Polu Mokotowskim. Po tym niepowodzeniu zdziesiątkowany batalion powrócił do Kolonii Staszica, gdzie z myślą o powiększeniu zasobów broni zaatakowano jeszcze willę przy ul. Sędziowskiej 3, w której kwaterowali oficerowie Luftwaffe. Na temat rezultatów tego starcia świadkowie podawali rozbieżne informacje. Nocą część żołnierzy przekradła się przez Pole Mokotowskie, reszta rozproszywszy się plutonami, obsadziła różne placówki na terenie Kolonii[15].
- grupka żołnierzy z pułku „Baszta”, których wybuch powstania zastał na Ochocie, bezskutecznie zaatakowała szkołę przy ul. Raszyńskiej 22, w której mieścił się magazyn mundurowy Wehrmachtu[16].
- na Okęciu natarcie oddziałów VIII obwodu na silnie bronione lotnisko zostało odwołane, jednakże rozkaz ten nie dotarł na czas do kompanii artylerii pułkowej „Anna” dowodzonej przez por. Romualda Jakubowskiego ps. „Kuba”. W desperackim ataku przez pola w rejonie Zbarża poległo około 120 spośród 150 żołnierzy, w tym dowódca. Rannych powstańców żołnierze Luftwaffe dobili, miażdżąc ich kołami samochodów pancernych. Rozkaz odwołania natarcia nie dotarł także do oddziału szturmowego doraźnie sformowanego spośród żołnierzy 2. i 3. batalionu. Powstańcy, przyduszeni silnym ostrzałem na pozycjach wyjściowych, zostali zmuszeni do odwrotu[17].

Niemcy zadowoliwszy się odparciem polskich ataków, zachowywali się początkowo biernie. Tymczasem ppłk Mieczysław Sokołowski ps. „Grzymała”, pozbawiony łączności zarówno z dowództwem okręgu, jak i sąsiednimi obwodami, postanowił skoncentrować swoje siły w czworoboku ulic Grójecka – Niemcewicza – Asnyka – Filtrowa, a następnie podjąć tam uporczywą obronę. W nocy z 1 na 2 sierpnia pod wpływem swoich oficerów zmienił jednak zdanie, decydując się na odwrót do Lasów Sękocińskich. Przed świtem od 550 do 700 powstańców, w większości nieuzbrojonych, wymaszerowało z rejonu ul. Niemcewicza. Odwrót przeprowadzono tak szybko, że niektóre poddziały, do których nie dotarła wiadomość o planach „Grzymały”, pozostały na Ochocie. Rankiem 2 sierpnia powstańcza kolumna natknęła się na oddziały niemieckie kwaterujące w Pęcicach i w walce z nimi poniosła ciężkie straty.
Po odwrocie głównych sił obwodu na Ochocie pozostało kilka izolowanych punktów polskiego oporu:
- po nieudanym ataku na niemieckie obiekty przy ul. Wawelskiej żołnierze II zgrupowania II rejonu, którymi dowodzili ppor. Jerzy Gołembiewski ps. „Stach” wraz ze swym zastępcą ppor. Jerzym Modro ps. „Rarańcza”, schronili się w kompleksie bloków mieszkalnych zamkniętym ulicami: Wawelską – Pługa – Mianowskiego – Uniwersytecką. Zaczęły tam również docierać niedobitki innych oddziałów, stąd 2 sierpnia liczba obrońców wzrosła do około 130 żołnierzy oraz 40 sanitariuszek i łączniczek. Ten punkt oporu stał się wkrótce znany jako Reduta Wawelska[25].
- w nocy z 1 na 2 sierpnia dowódca III rejonu por. Andrzej Chyczewski ps. „Gustaw” wraz z kilkunastoma żołnierzami obsadził opustoszały „Antonin”, gdzie znaleziono cztery samochody ciężarowe ze znaczną ilością broni, amunicji i innych zapasów[26]. Dzięki tej zdobyczy „Gustaw” był w stanie zorganizować kolejny ośrodek oporu na Ochocie. Do jego oddziałku dołączyli niedobitkowie z innych zgrupowań, w tym ponad 30-osobowy pluton pod dowództwem ppor. Józefa Zająca ps. „Pobóg”. Ten ostatni stał się de facto drugim komendantem powstańczego bastionu. Oddział „Gustawa”–„Poboga”, który wkrótce osiągnął liczebność około 160–180 żołnierzy, obsadził kwartał ulic: Kopińska – Grójecka – Niemcewicza – Szczęśliwicka. Ten punkt oporu stał się wkrótce znany jako Reduta Kaliska[27].
- na terenie Kolonii Staszica schroniły się niedobitki batalionu „Odwet II” oraz powstańcy z dwóch śródmiejskich kompanii. Polscy żołnierze byli praktycznie pozbawieni broni. Wkrótce niewielkie grupki powstańców zaczęły samorzutnie podejmować próby wyrwania się z okrążenia. Tymczasem 3 sierpnia do kolonii powrócił dowódca batalionu „Odwet II” ppor. Juliusz Sobolewski ps. „Roman”, który wcześniej potajemnie przedostał się na teren Śródmieścia Południowego, gdzie nawiązał kontakt z batalionem „Golski”. Począwszy od 5 sierpnia, powstańcy z Kolonii Staszica z pomocą łączników od „Golskiego” pod osłoną nocy przekradali się do Śródmieścia[28]. Do 11 sierpnia ewakuowano w ten sposób od 300[29] do 350[28] powstańców. Weszli oni w skład batalionu „Golski” jako oddział odwodowy[28].

## Walki i niemieckie zbrodnie w dniach 1–3 sierpnia

### Ochota

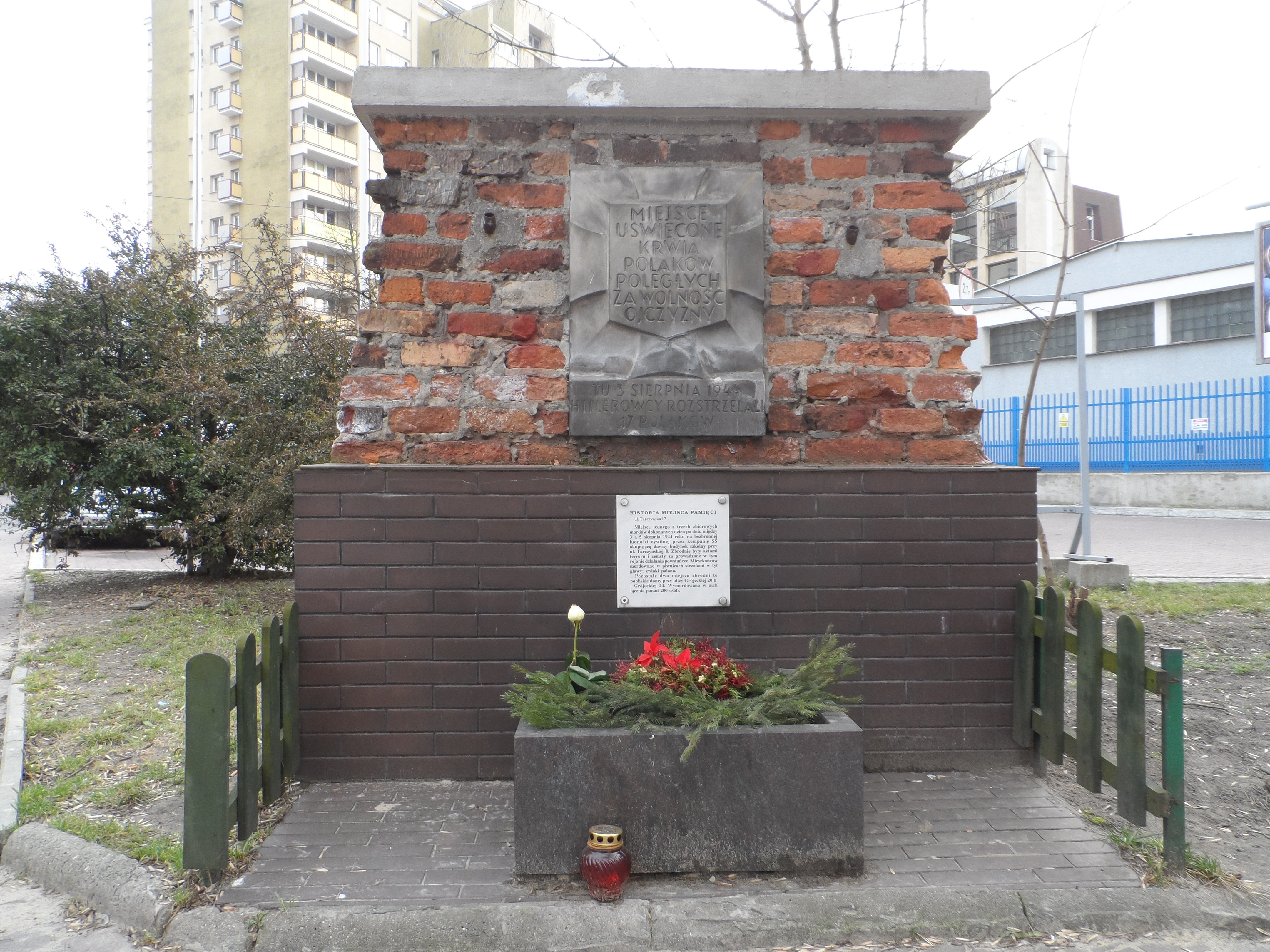
Tablica Tchorka upamiętniająca 17 Polaków rozstrzelanych 3 sierpnia 1944 roku na rogu ulic Tarczyńskiej i Dalekiej

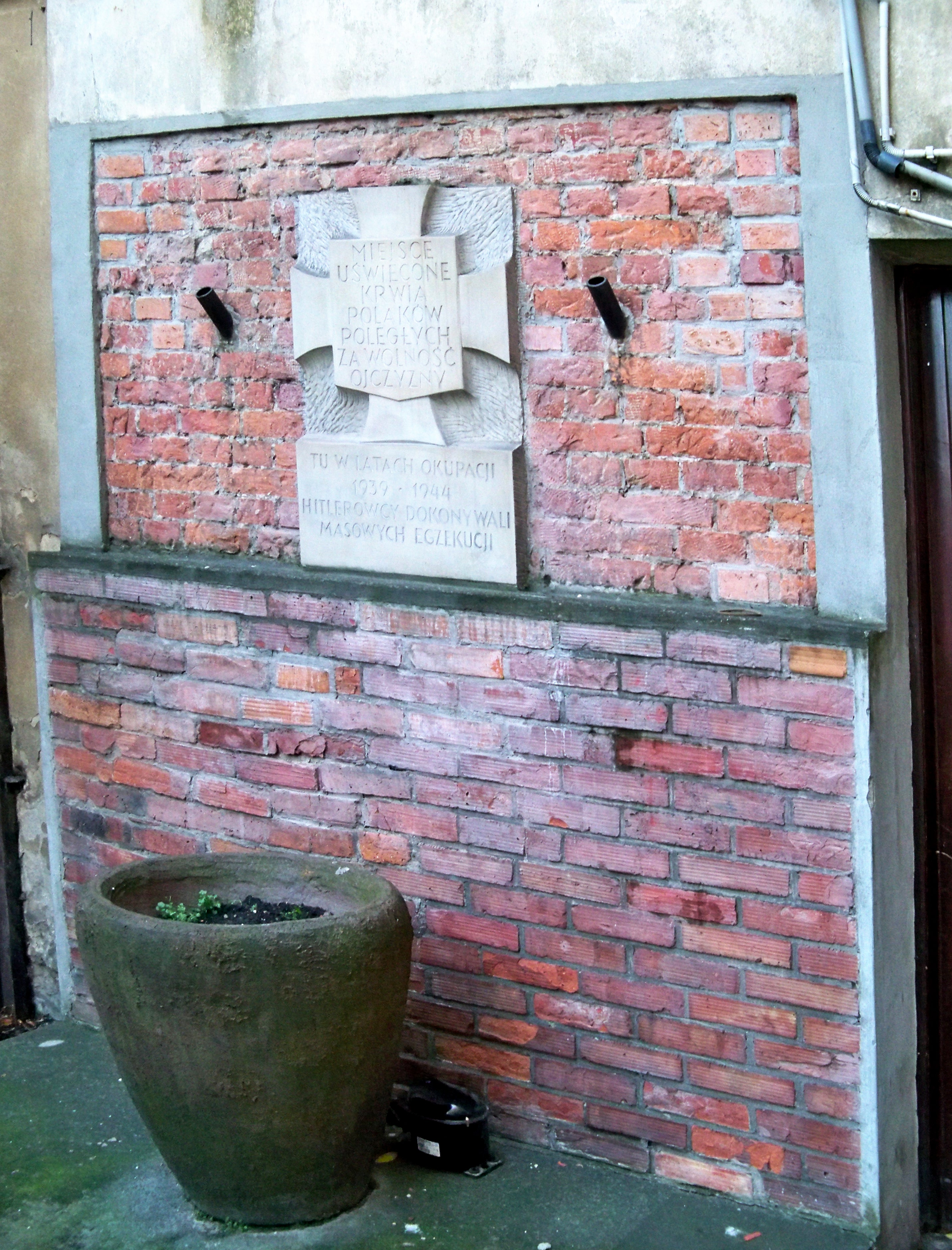
Tablica Tchorka na ścianie Domu Studenckiego „Bratniak – Muszelka”, upamiętniająca Polaków rozstrzelanych na terenie Domu Akademickiego

2 sierpnia siły niemieckie na Ochocie nadal zachowywały się biernie, nie podejmując prób wyparcia Polaków z zajmowanych przez nich obiektów. Tego dnia obrońcy Reduty Kaliskiej zdołali rozszerzyć swój stan posiadania, zajmując gmach fabryki czekolady „Plutos” przy ul. Barskiej 28/30. Atak na Monopol Tytoniowy zakończył się niepowodzeniem, jednakże w nocy z 2 na 3 sierpnia Niemcy opuścili ten gmach, który natychmiast został obsadzony przez pluton ppor. „Poboga”. Tej samej nocy żołnierze „Gustawa” zdobyli częściowo ewakuowany przez Niemców budynek szkoły Szachtmajerowej, zdobywając przy tym sporo broni i amunicji.
3 sierpnia do obrońców Reduty Kaliskiej dołączyli kolejni powstańcy, w tym grupa więźniów, która ocalała z masakry przeprowadzonej poprzedniego dnia przez Niemców w więzieniu mokotowskim. Na ulicach Grójeckiej i Raszyńskiej obrońcy obu redut skutecznie ostrzelali i obrzucili granatami dużą kolumnę samochodową, która pod osłoną czołgów oraz „żywej tarczy” złożonej z polskich cywilów przedzierała się z Pragi w kierunku Okęcia. Zniszczono kilka samochodów i uwolniono część zakładników. Niedługo później policjanci z Domu Akademickiego, wsparci przez działa pancerne, uderzyli na Redutę Kaliską, przejściowo zajmując „Antonin” i spychając powstańców w głąb ul. Barskiej. Personel i wychowanków zakładu uratowała przed egzekucją interwencja leczonego tam podoficera Wehrmachtu. Tego samego dnia silnie ostrzelano Redutę Wawelską, po czym Niemcy i Ukraińcy z załogi Szkoły Nauk Politycznych podjęli nieudaną próbę jej zdobycia. Na Ochocie doszło również do pierwszej zbiorowej egzekucji. Esesmani ze szkoły przy ul. Tarczyńskiej udali się do domu nr 17 znajdującego się przy tej ulicy. Wszystkich mieszkańców wypędzili, a siedemnastu mężczyzn rozstrzelali na miejscu. Dom został następnie podpalony.
4 sierpnia na Ochocie nadal toczyły się zacięte walki. Policjanci z Domu Akademickiego podjęli bezskuteczną próbę wyparcia plutonu ppor. „Poboga” z gmachu Monopolu Tytoniowego. Posłużyli się wtedy „żywą tarczą” złożoną z polskich cywilów. Wielu zakładników zginęło w krzyżowym ogniu. Obrońcy Reduty Kaliskiej byli także silnie ostrzeliwani przez niemieckie pojazdy pancerne, które przebijały się Al. Jerozolimskimi w kierunku szosy radomskiej. Jeden czołg typu Panzerkampfwagen V Panther został uszkodzony i porzucony przez załogę na ul. Kaliskiej. Powstańcom nie udało się go uruchomić. Po kilku dniach czołg został zniszczony przez Niemców przy użyciu samobieżnej miny Goliath.
Z obsadzonych przez Niemców gmachów wielokrotnie otwierano ogień do przechodniów znajdujących się w zasięgu wzroku, nie wyłączając kobiet i dzieci. Celowali w tym zwłaszcza policjanci z Domu Akademickiego. Już 1 sierpnia przy zbiegu ulic Grójeckiej i Wawelskiej niemieckie czołgi ostrzelały grupę cywilów, zabijając troje dzieci i kilka kobiet. Następnego dnia policjanci z Domu Akademickiego ostrzelali grupę dzieci, które pod flagą Czerwonego Krzyża usiłowały przenieść rannego powstańca do Szpitala Dzieciątka Jezus. Zginęli zarówno ranny, jak i pięcioro dzieci w wieku od 11 do 15 lat. Tego samego dnia na pl. Narutowicza został śmiertelnie postrzelony ks. Tadeusz Godziński, który udawał się z ostatnią posługą do rannego.
W pierwszych dniach sierpnia policjanci z Domu Akademickiego przeprowadzali również wypady, podczas których uprowadzali mieszkańców okolicznych domów. 3 sierpnia z kościoła Niepokalanego Poczęcia Najświętszej Maryi Panny zabrali kilkudziesięciu ukrywających się tam cywilów, zabijając przy tym osoby, które z racji wieku lub stanu zdrowia nie były w stanie utrzymać tempa marszu. Tego samego dnia do Domu Akademickiego doprowadzono personel i wychowanków „Antonina”, a także mieszkańców domów przy ul. Barskiej 3 i 5 oraz Grójeckiej 40. 4 sierpnia w Domu Akademickim więziono już ponad 500 polskich cywilów, w tym kobiety i dzieci. Byli oni traktowani jako zakładnicy; zabierano ich również do różnych prac przymusowych. Zaopatrzenie w wodę i żywność było skąpe, a warunki sanitarne – prymitywne. Niektórzy świadkowie wspominali, że więźniowie byli stosunkowo dobrze traktowani. Niemniej na terenie Domu Akademickiego miało miejsce kilka egzekucji. Autorzy Rejestru miejsc i faktów zbrodni szacowali, że między 2 a 8 sierpnia na dziedzińcu gmachu rozstrzelano co najmniej 38 Polaków. Uwięzionych w Domu Akademickim mężczyzn wykorzystywano także w charakterze „żywych tarcz”.
Kolonia Staszica od 1 sierpnia pozostawała zasadniczo odcięta od reszty miasta. Niemcy początkowo nie zapuszczali się w jej głąb, podejmowali natomiast próby pacyfikacji jej obrzeży. W rejonie ulic Wawelskiej i Suchej (ob. Krzywickiego) żołnierze Luftwaffe i SS przystąpili do wysiedlania polskiej ludności. Ujętych mieszkańców doprowadzano do gmachów Warszawskiego Urzędu Wojewódzkiego przy ul. Filtrowej oraz Dyrekcji Naczelnej Lasów Państwowych przy ul. Wawelskiej. Schwytanych powstańców oraz mężczyzn podejrzewanych o udział w walkach rozstrzeliwano. Ofiarą tych egzekucji mogło paść nawet kilkadziesiąt osób.

### Pacyfikacja Okęcia

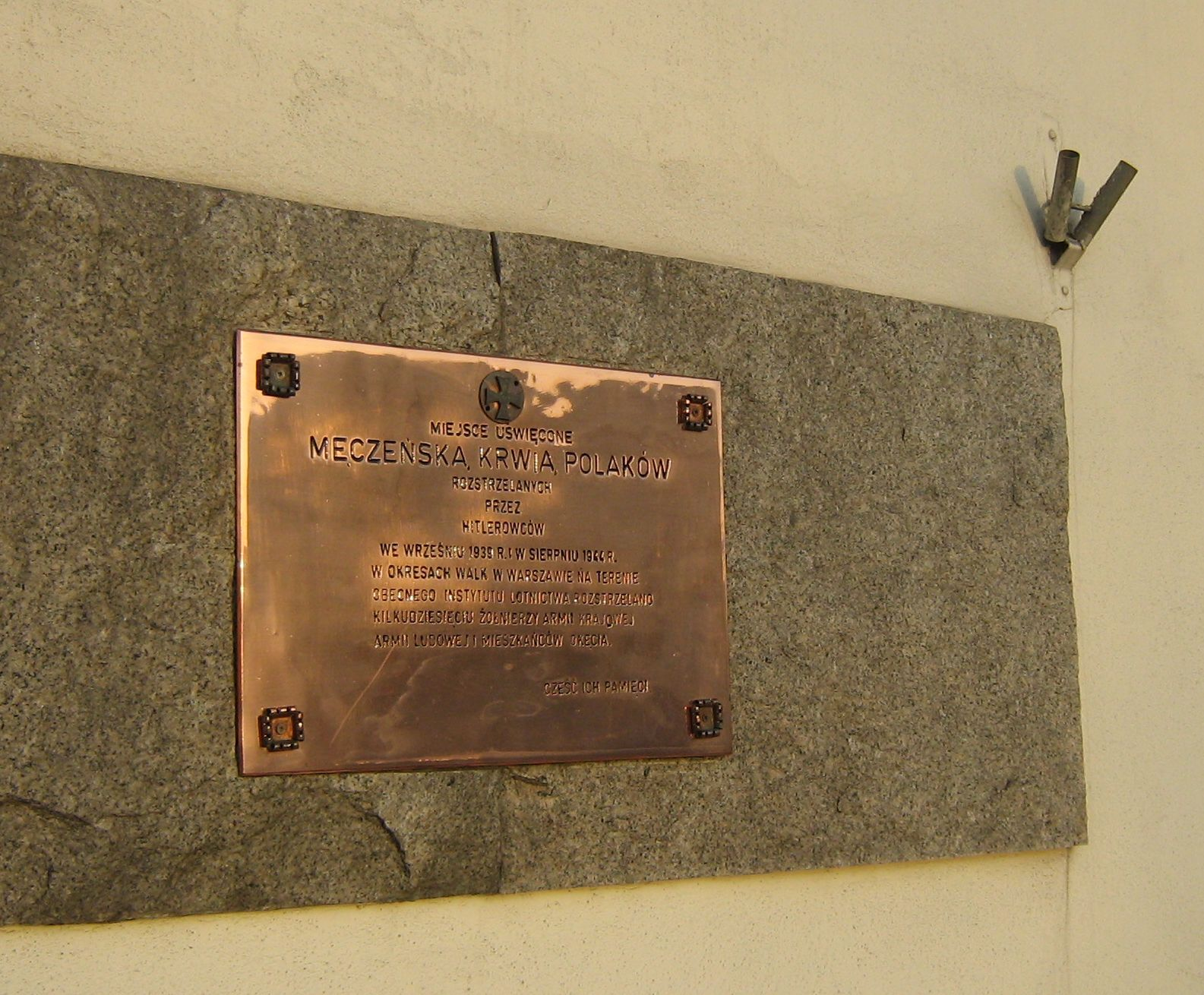
Tablica na ścianie Instytutu Lotnictwa, upamiętniająca m.in. ofiary pacyfikacji Okęcia

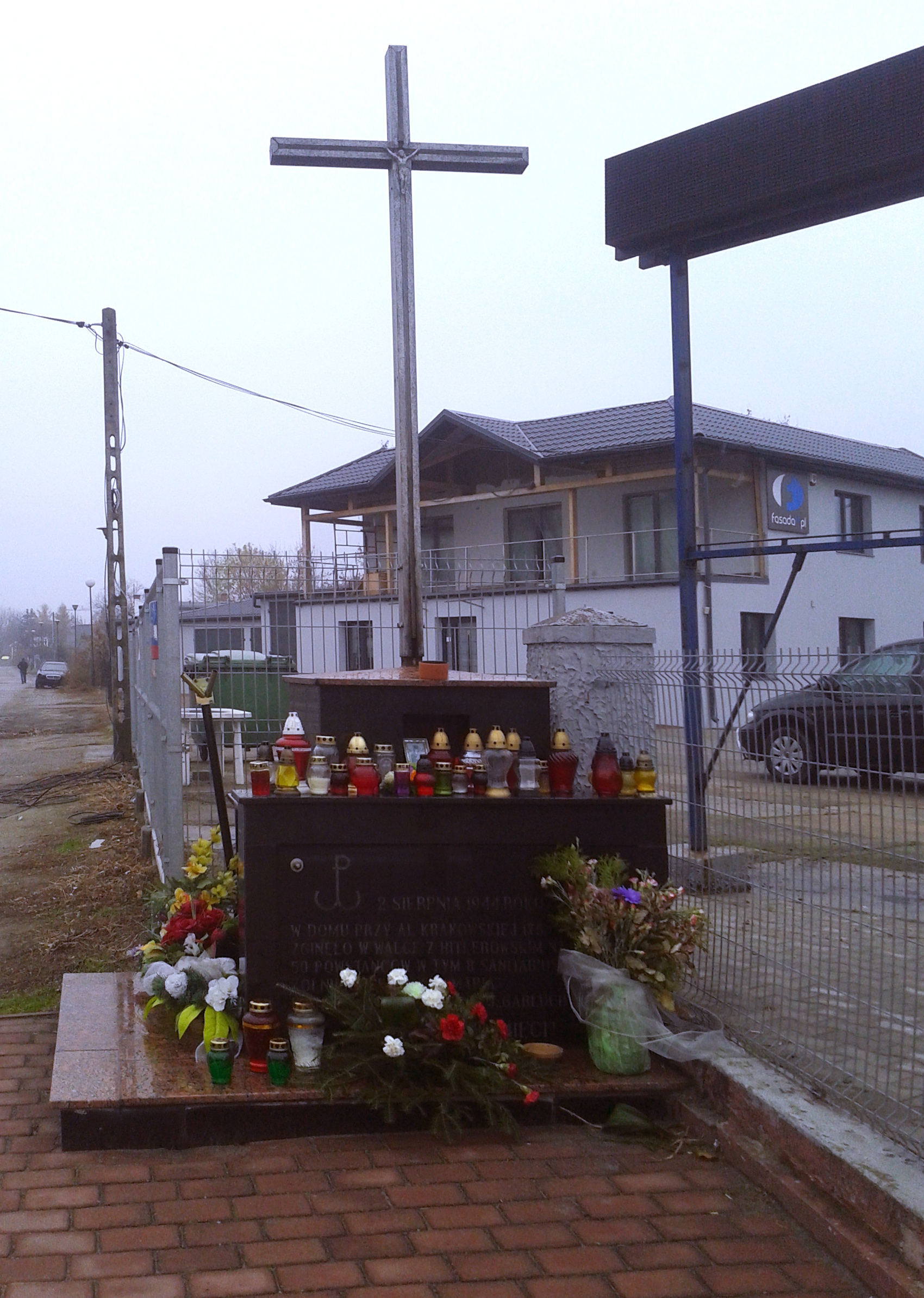
Krzyż i tablica przy al. Krakowskiej 175, upamiętniające poległych i zamordowanych żołnierzy AK

Przed wieczorem 1 sierpnia rozpoczęła się pacyfikacja Okęcia. Żołnierze Luftwaffe wspierani przez wschodnich kolaborantów systematycznie przeszukiwali domy, zatrzymując młodych mężczyzn podejrzewanych o udział w powstaniu. Niektórych zabijano na miejscu, pozostałych odprowadzano na teren Państwowych Zakładów Lotniczych, gdzie odbywały się kolejne „selekcje” i egzekucje.
O świcie 2 sierpnia Niemcy odkryli, że w piętrowym domu przy al. Krakowskiej 175 ukryło się ponad 50 żołnierzy i sanitariuszek z dwóch plutonów 3. kompanii 3. batalionu 7 puku piechoty AK „Garłuch”. Po kilkugodzinnym oblężeniu dom został podpalony. W walce, w płomieniach lub po dostaniu się do niewoli zginęło około 40 Polaków, w tym kilka sanitariuszek. Ocalało dziesięciu powstańców, którzy zdołali ukryć się w piwnicy.
6 sierpnia na terenie nieczynnego tartaku Niemcy urządzili obóz przejściowy. Początkowo umieszczano tam volksdeutschów i obywateli państw obcych. Po dwóch dniach liczba uwięzionych wzrosła jednak do około 2–3 tys. Do obozu na Okęciu doprowadzono m.in. Polaków, których uprzednio przetrzymywano w gmachu Warszawskiego Urzędu Wojewódzkiego przy ul. Filtrowej.
13 sierpnia żołnierze Luftwaffe obrzucili granatami, a następnie podpalili dom przy ul. Sobieskiego 11 (ob. ul. Buńczuk). Do uciekających strzelano. Ofiarami tej masakry padło około 40 Polaków, w tym wiele kobiet i dzieci.

## Niemiecka reakcja na wybuch powstania

### Przygotowanie odsieczy i rozkaz zniszczenia Warszawy
Powstanie w Warszawie nie zaskoczyło Niemców na poziomie taktycznym, stanowiło natomiast zaskoczenie w skali operacyjnej. Ze względu na fakt, że pierwszoliniowe jednostki Wehrmachtu i Waffen-SS były w większości zaangażowane w walki z Armią Czerwoną, niemieckie dowództwo było zmuszone skierować do miasta przede wszystkim improwizowane oddziały alarmowe, grupy bojowe sformowane spośród elewów szkół wojskowych i policyjnych oraz członków batalionów zapasowych, szkolnych i policyjnych, a także liczne formacje kolaboranckie. Adolf Hitler, który wciąż nie doszedł do siebie po niedawnym zamachu na swoje życie, zadanie odzyskania kontroli nad Warszawą postanowił powierzyć nie generałom Wehrmachtu – do których niemal całkowicie stracił zaufanie – lecz Reichsführerowi-SS Heinrichowi Himmlerowi.
Wybuch powstania został potraktowany przez nazistowskich przywódców jako doskonała okazja do „rozwiązania polskiego problemu” i zabezpieczenia „rasowej przyszłości Niemiec”. Oddziałom skierowanym do Warszawy rozkazano zniszczyć miasto i wymordować wszystkich jego mieszkańców. Zgodnie z relacją SS-Obergruppenführera Ericha von dem Bach-Zelewskiego treść rozkazu przedstawiała się następująco: „każdego mieszkańca należy zabić, nie wolno brać żadnych jeńców. Warszawa ma być zrównana z ziemią i w ten sposób ma być stworzony zastraszający przykład dla całej Europy”. Autorstwo tego rozkazu pozostaje przy tym przedmiotem kontrowersji. Część historyków przychyla się do wersji, którą przedstawił Bach-Zelewski w swych powojennych zeznaniach, według której Hitler wydał jedynie rozkaz całkowitego zniszczenia miasta, natomiast Himmler z własnej inicjatywy uzupełnił go o polecenie wymordowania wszystkich mieszkańców. Z kolei zdaniem m.in. Antoniego Przygońskiego i Piotra Madajczyka rozkaz eksterminacji całej ludności Warszawy został wydany ustnie przez Führera, podczas gdy dalsze polecenia Himmlera w tej sprawie były już tylko rozkazami wykonawczymi.

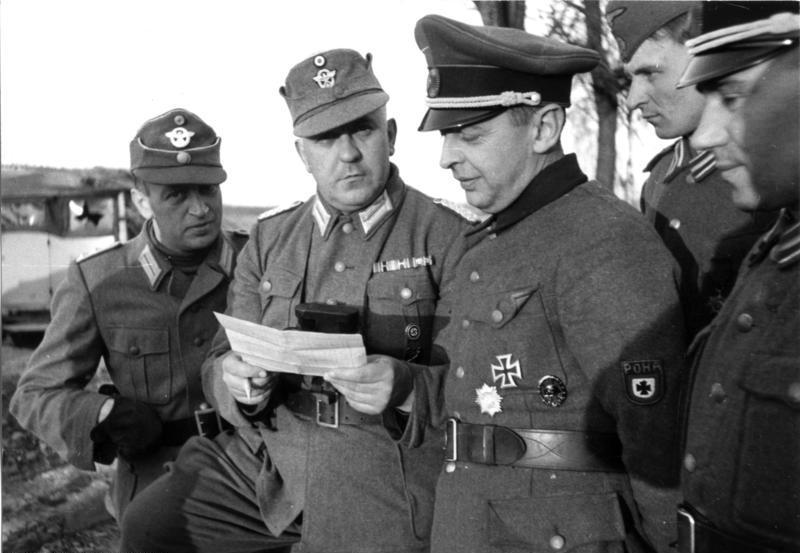
Bronisław Kaminski (trzeci z lewej) w otoczeniu oficerów niemieckiej policji

Największym oddziałem złożonym z „obcoplemieńców”, który Himmler skierował do Warszawy, była wydzielona część Brygady Szturmowej SS RONA (Waffen-Sturm-Brigade der SS RONA). Jednostka ta była złożona przede wszystkim z Rosjan, aczkolwiek w jej szeregach służyła także niewielka liczba Białorusinów, Ukraińców, Kozaków, a nawet – według niektórych źródeł – pojedynczy Polacy. Jej dowódcą był SS-Brigadeführer Bronisław Kaminski. Rozkaz wzięcia udziału w tłumieniu powstania warszawskiego dotarł do brygady 2 sierpnia i zastał ją w okolicach Częstochowy. Po naradzie oficerów Kaminski za radą swego szefa sztabu SS-Obersturmbannführera Ilji Szawykina postanowił sformować spośród żołnierzy brygady czterobatalionowy pułk zbiorczy. Na dowódcę pułku wyznaczono SS-Sturmbannführera Iwana Frołowa, przydzielając mu na szefa sztabu SS-Hauptsturmführera Noczowkina. W składzie pułku znalazło się od 1,5 tys. do 1,7 tys. żołnierzy (nieżonatych). Przydzielono mu półbaterię złożoną z czterech zdobycznych sowieckich haubic kal. 122 mm, a także pluton pancerny złożony z czterech czołgów T-34 i jednego działa samobieżnego SU-76 (również zdobycznych). Samochodami ciężarowymi pułk udał się przez Piotrków Trybunalski w kierunku polskiej stolicy.

### Przybycie „sił odsieczy”
4 sierpnia niemieckie „siły odsieczy” zaczęły się koncentrować na zachodnich obrzeżach Warszawy. Tego dnia o godzinie 16:25 oficer łącznikowy Kaminskiego zameldował się w sztabie niemieckiej 9. Armii w Pruszkowie. Główne siły pułku znajdowały się w tym czasie w okolicach wsi Rakowiec. Według niektórych źródeł do działań pacyfikacyjnych w Warszawie pułk RONA miał przystąpić jeszcze tego samego wieczora lub nawet około południa.
Niemieckie plany przewidywały, że działania ofensywne rozpoczną się 5 sierpnia o godzinie 8:00 rano, a głównym celem uderzenia będzie Wola. Zadanie zdobycia tej dzielnicy otrzymały improwizowana grupa policyjna z Kraju Warty pod dowództwem SS-Gruppenführera Heinza Reinefartha oraz I batalion SS-Sonderregiment Dirlewanger wraz z podporządkowanym mu II. batalionem (azerskim) Sonderverband „Bergmann”. Ich głównym zadaniem było odblokowanie strategicznie ważnej „arterii wolskiej”, tj. ciągu ulic: Wolska – Chłodna – Elektoralna – Senatorska, a następnie przebicie się do mostu Kierbedzia lub mostu Poniatowskiego. Dodatkowym celem natarcia było odblokowanie „dzielnicy rządowej” w rejonie pl. Marszałka Józefa Piłsudskiego, gdzie 1 sierpnia powstańcy odcięli gubernatora Ludwiga Fischera i generała Reinera Stahela.
Druga oś natarcia miała zostać skierowana na Ochotę. Przez tę dzielnicę przebiegała bowiem kolejna arteria przelotowa, prowadząca od szosy radomskiej przez ul. Grójecką i Al. Jerozolimskie do mostu Poniatowskiego. Znaczenie operacyjne Ochoty podnosił dodatkowo fakt, że poprzez jej opanowanie Niemcy mogli przebić się przez ulice Srebrną i Twardą w kierunku mostu Kierbedzia, wychodząc jednocześnie na tyły sił powstańczych na Woli. Zadanie zdobycia Ochoty otrzymał pułk zbiorczy z brygady RONA.

## Przebieg pacyfikacji Ochoty

### Ogólna charakterystyka

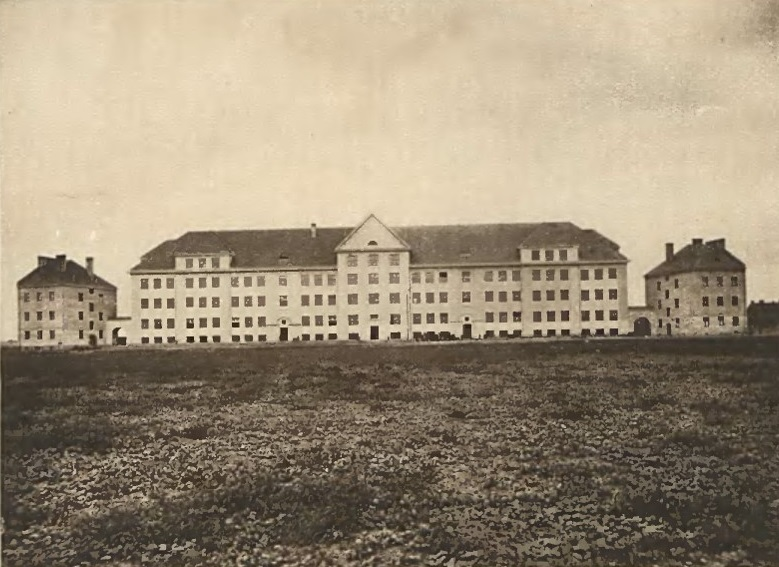
Kompleks budynków Gimnazjum i Liceum im. Hugona Kołłątaja w latach 20. XX wieku

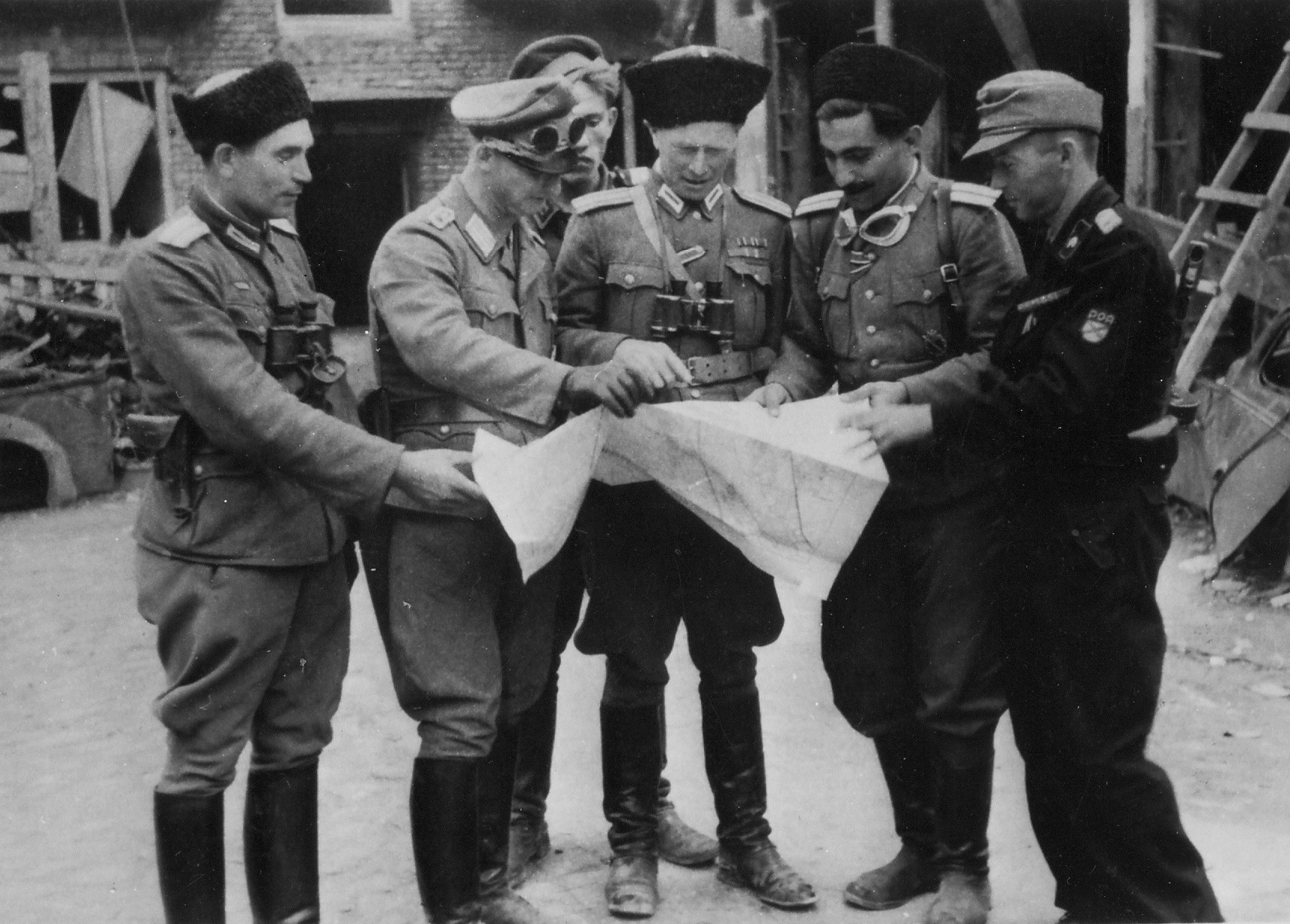
Dowództwo pułku zbiorczego RONA podczas walk w Warszawie. W środku mjr Iwan Frołow

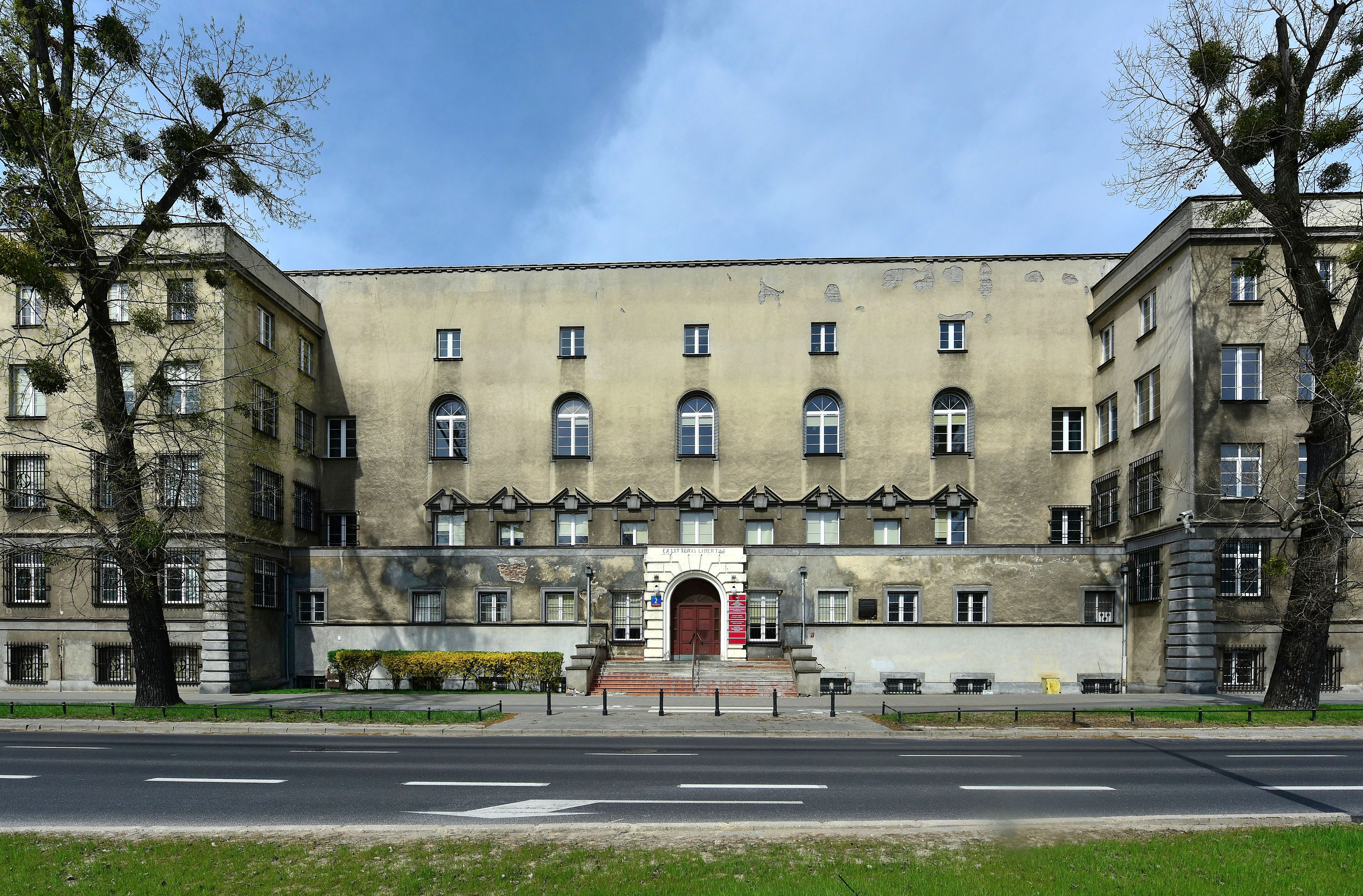
Gmach Wolnej Wszechnicy Polskiej. W sierpniu 1944 roku kwaterował tam sztab pułku zbiorczego RONA

Polskie źródła podają, że już 4 sierpnia pułk zbiorczy RONA przystąpił do pacyfikacji Ochoty. Ronowcy mieli wtedy dokonać szeregu mordów, gwałtów, rabunków i podpaleń w rejonie ul. Opaczewskiej. W dalszej kolejności mieli wedrzeć się na skraj Kolonii Lubeckiego i Kolonii Staszica oraz „obławą przejść Pole Mokotowskie ku Wawelskiej”. Ponadto mieli wdać się w walkę z obrońcami Reduty Kaliskiej, w której ponieśli straty. Z kolei według niemieckich dokumentów 4 sierpnia oraz w nocy z 4 na 5 sierpnia pułk zbiorczy RONA z powodu braku amunicji nie był w stanie podjąć żadnych działań bojowych. Dodatkowym problemem miał być fakt, że żołnierze pułku byli niekompletnie umundurowani, co rodziło ryzyko pomylenia ich z polskimi powstańcami. Niemieckie źródła wskazują, że do natarcia na Ochotę ronowcy przystąpili dopiero 5 sierpnia o godzinie 9:30, a więc z półtoragodzinnym opóźnieniem w stosunku do pierwotnego harmonogramu.
Kwaterę główną pułku zbiorczego RONA urządzono w gmachu Wolnej Wszechnicy Polskiej przy ul. Opaczewskiej. Inne pododdziały ulokowały się w gmachu Męskiego Gimnazjum i Liceum im. Hugona Kołłątaja przy ul. Grójeckiej 93, w gmachu Żeńskiego Gimnazjum im. Juliusza Słowackiego przy ul. Wawelskiej 46 oraz w zabudowaniach remizy tramwajowej przy ul. Opaczewskiej.
Niemcy dysponowali na Ochocie całkowitą przewagą liczebną i techniczną. Nie więcej jak 300 słabo uzbrojonym powstańcom mogli bowiem przeciwstawić nawet do 1,7 tys. żołnierzy RONA oraz około 400–600 policjantów i esesmanów, którzy obsadzali ważniejsze gmachy na terenie dzielnicy. Jednostce Kaminskiego przydzielono w dodatku 2. kompanię Armee Panzerjäger Abteilung 743, wyposażoną w 12–14 dział pancernych Jagdpanzer 38 (t) Hetzer. Niemniej postępy okazały się bardzo niewielkie. Aż do 11 sierpnia pułk zbiorczy RONA pozostawał związany na Ochocie, nie będąc w stanie posunąć się dalej niż do pl. Narutowicza. W dodatku w pierwszym tygodniu walk poniósł poważne straty, sięgające 10–15%, a według niektórych źródeł nawet 30% stanu wyjściowego.
Ten stan rzeczy wynikał przede wszystkim z faktu, iż pułk posiadał minimalną wartość bojową, a jego żołnierze byli zainteresowani przede wszystkim grabieżą, alkoholem i kobietami. Po dotarciu na Ochotę zwarte dotąd pododdziały zaczęły rozpraszać się na „luźne watahy”, które wraz z zajmowaniem kolejnych ulic szerzyły terror, dokonując mordów, gwałtów i rabunków. Mieszkania, z których wypędzono polskich właścicieli, były gruntownie ograbiane, dewastowane, a na koniec podpalane. Erich von dem Bach-Zelewski wystawił jednostce następującą ocenę:

Brygada Kaminskiego w ogóle nie miała żadnej wojskowej wartości bojowej. Jeżeli pojedynczym ludziom nie można odmówić osobistej odwagi, to ta osobista odwaga ledwie się zaznaczała, ponieważ oficerom i żołnierzom brakowało jakiegokolwiek taktycznego zrozumienia. O ile atakowano, nie decydowały o tym taktyczne względy, lecz osobiste, egoistyczne instynkty rabunkowe. Zdobycie składu wódek było dla brygady ważniejsze niż zajęcie jakiejkolwiek panującej nad ulicą pozycji. Każde natarcie natychmiast zatrzymywało się przez to, że oddziały po zajęciu obiektu rozpraszały się na luźne bandy plądrujące.

Na Ochocie, w przeciwieństwie do sąsiedniej Woli, nie doszło do masowej i systematycznej eksterminacji mieszkańców. Żołnierze pułku zbiorczego RONA byli bowiem zainteresowani przede wszystkim grabieżą, pijaństwem oraz gwałceniem kobiet. O ile jednak masowe egzekucje odbywały się na Ochocie stosunkowo rzadko, o tyle znacznie częstsze były przypadki rozstrzeliwania mniejszych grup ludności. Mordowano, zwłaszcza w pierwszej fazie pacyfikacji, przede wszystkim młodych mężczyzn podejrzewanych o udział w powstaniu. Bardzo liczne były także przypadki indywidualnych morderstw. Ich ofiarą padały zazwyczaj osoby, które stawiały opór przy próbie gwałtu lub grabieży, oraz te, które z powodu wieku lub stanu zdrowia opóźniały marsz na punkty zborne, w których gromadzono wypędzaną ludność. Zdarzało się ponadto, że mieszkańcy Ochoty ginęli w czasie bezładnych strzelanin wywołanych przez pijanych lub niezdyscyplinowanych żołnierzy.
Brutalne postępowanie ronowców z ludnością Ochoty można do pewnego stopnia tłumaczyć faktem, że od momentu, gdy brygada opuściła obwód briański, w którym została pierwotnie sformowana, morale w jej szeregach systematycznie spadało, a wśród żołnierzy szerzyła się demoralizacja. Większość tych ostatnich była przekonana, że udział w pacyfikacji bogatego europejskiego miasta jest nagrodą za dotychczasową walkę po niemieckiej stronie. W tym przekonaniu umocnił ich Kaminski, który po przybyciu pułku do Warszawy zezwolił żołnierzom na bezkarny rabunek. W ocenie Jürgena Thorwalda:

Jeżeli do tej pory w brygadzie istniały jeszcze jakieś resztki dyscypliny i spoistości, to w dzikich walkach ulicznych w Warszawie załamały się. Dla Kaminskiego i jego ludzi walka o Warszawę była pierwszym bezpośrednim zetknięciem się z nieznanym im dotychczas światem zachodniego komfortu. Pozbawiona hamulców zgraja Dirlewangera dawała przykład wykorzenionym z własnego środowiska ludziom Kaminskiego. Ogarnął ich szał grabieży. Kiedy początkowa niemiecka metoda, rzucania Polaków na pastwę niekontrolowanych instynktów użytych jednostek, zmieniła się i zastąpiono ją próbą zakończenia walk drogą kapitulacji Polaków, z zastosowaniem prawa międzynarodowego, było za późno.

Hubert Kuberski przypuszcza z kolei, że zbrodnie na cywilach były przynajmniej po części formą odreagowania frustracji spowodowanej ciężkimi stratami, które RONA poniosła podczas pierwszych walk na Ochocie.
Polscy powstańcy byli naocznymi świadkami zbrodni dokonywanych przez ronowców. W miarę swych ograniczonych możliwości, starali się nieść pomoc ludności. Obrońcy Reduty Kaliskiej ewakuowali cywilów z ostrzeliwanego kościoła Niepokalanego Poczęcia Najświętszej Maryi, a na ul. Sękocińskiej zdołali odbić z rąk ronowców grupę Polaków. W pewnym momencie na terenie reduty chroniło się kilka tysięcy cywilów. Mimo iż Ochota była zasadniczo odcięta od innych dzielnic Warszawy, informacje o zbrodniach dokonywanych przez Niemców i ronowców znalazły się w raportach kierowanych do komend Obszaru Warszawskiego i Okręgu Warszawskiego AK.
Zbrodnie dokonywane przez ronowców co do zasady nie budziły obiekcji ich niemieckich mocodawców. Polscy świadkowie wspominali, że prośby o interwencję kierowane do niemieckich oficerów i żołnierzy zazwyczaj były ignorowane lub spotykały się z drwinami. Fakt, iż zajęci rabunkiem i gwałtami ronowcy nie odnoszą większych sukcesów w walce ze słabymi siłami powstańczymi, stopniowo zaczął jednak niepokoić niemieckie dowództwo. Po upływie kilku dni musiało ono zakazać ronowcom dokonywania podpaleń, gdyż zniszczeniu ulegała znaczna ilość wartościowego dla III Rzeszy mienia. Odnotowano także przypadki napaści Rosjan na obywateli niemieckich. 11 sierpnia w dzienniku wojennym 9. Armii zapisano:

Kaminski – największa plajta, gwałcili dzisiaj niemieckie dziewczyny z KdF. Nasze zarządzenia zakazujące grabieży dają się odczuć w sposób nieprzyjemny.

### Zbiorowe egzekucje

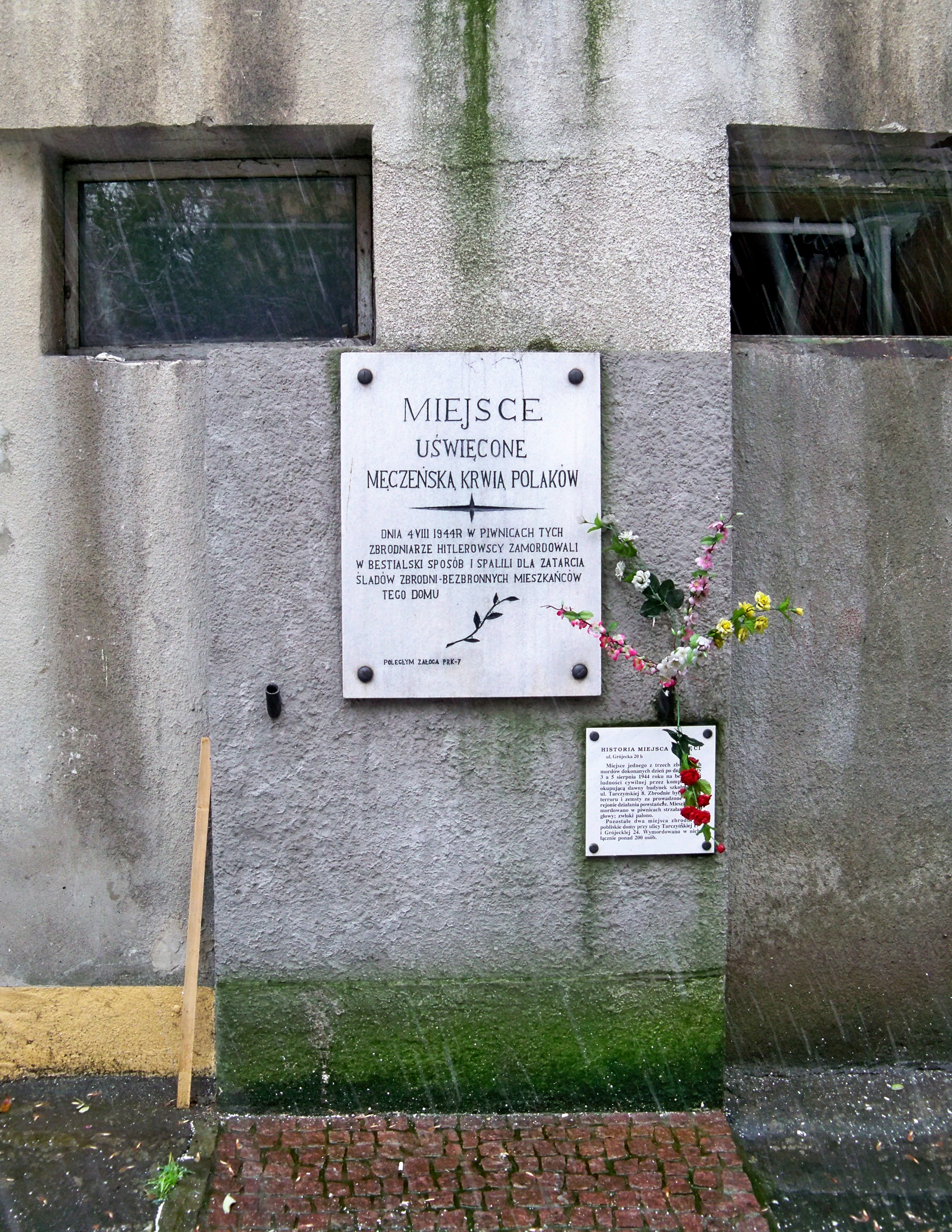
Tablica upamiętniająca ofiary masakry w domu przy ul. Grójeckiej 20b

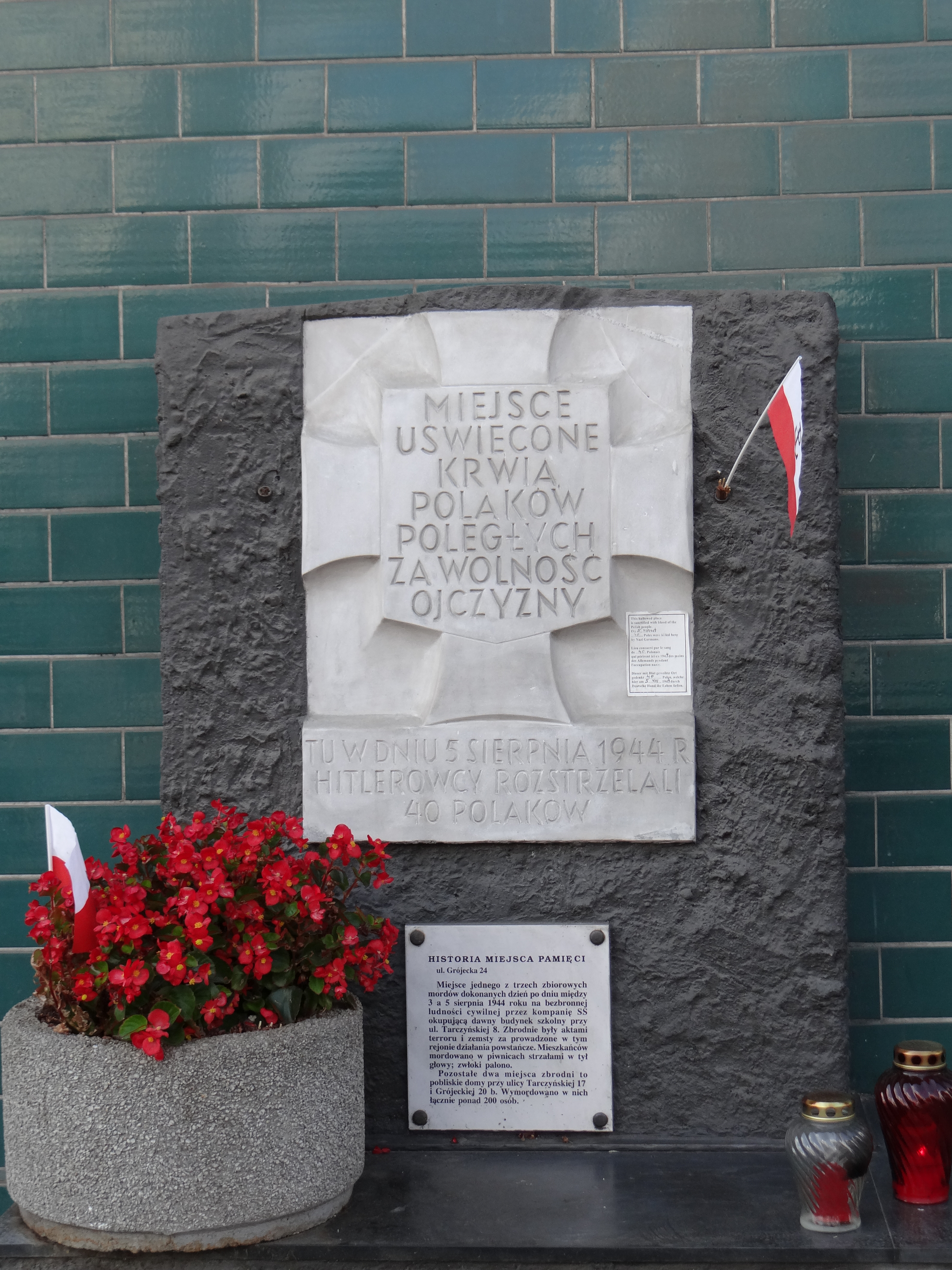
Tablica Tchorka upamiętniająca ofiary masakry w domu przy ul. Grójeckiej 24

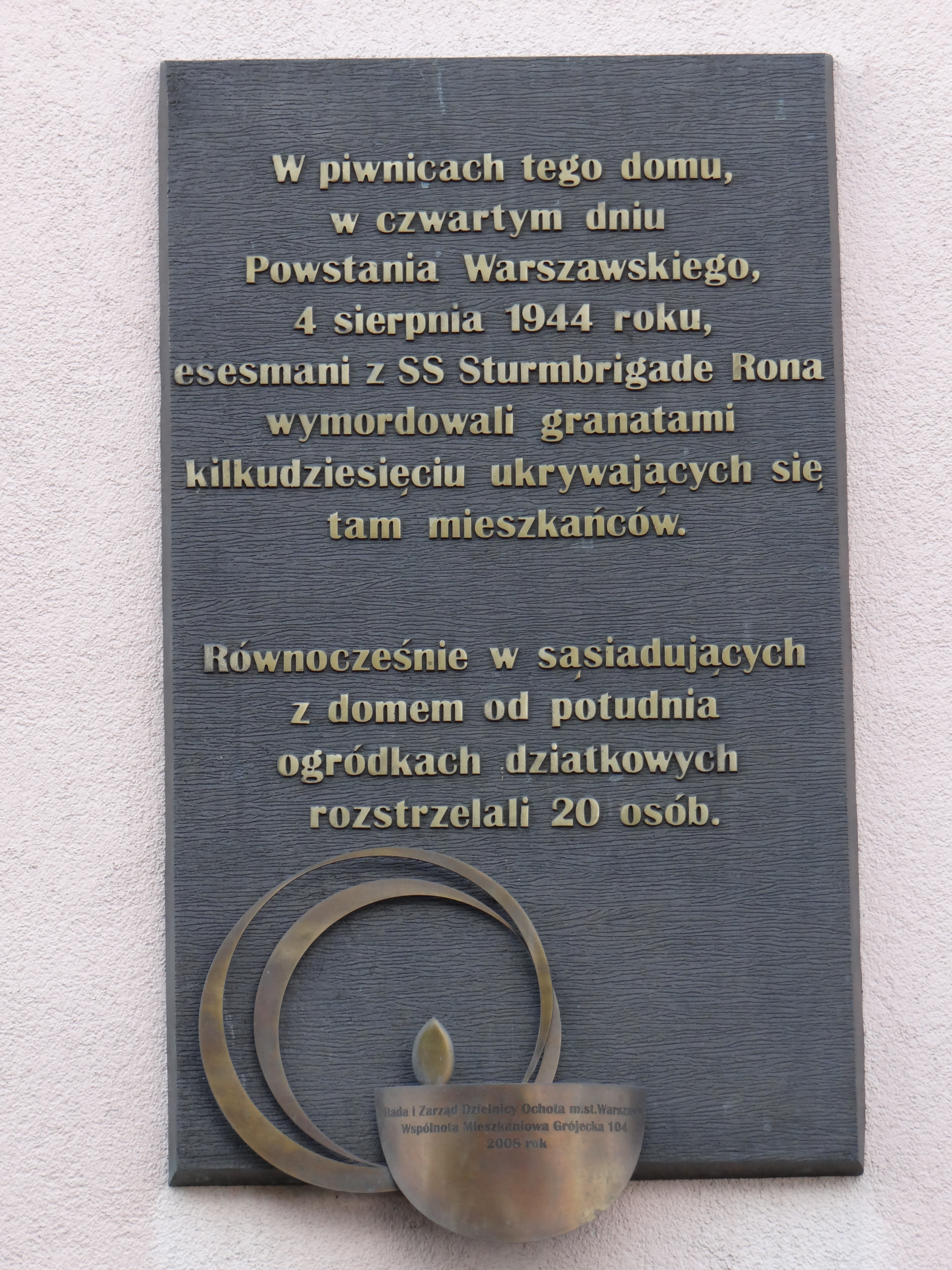
Tablica upamiętniająca ofiary masakry w domu przy ul. Grójeckiej 104

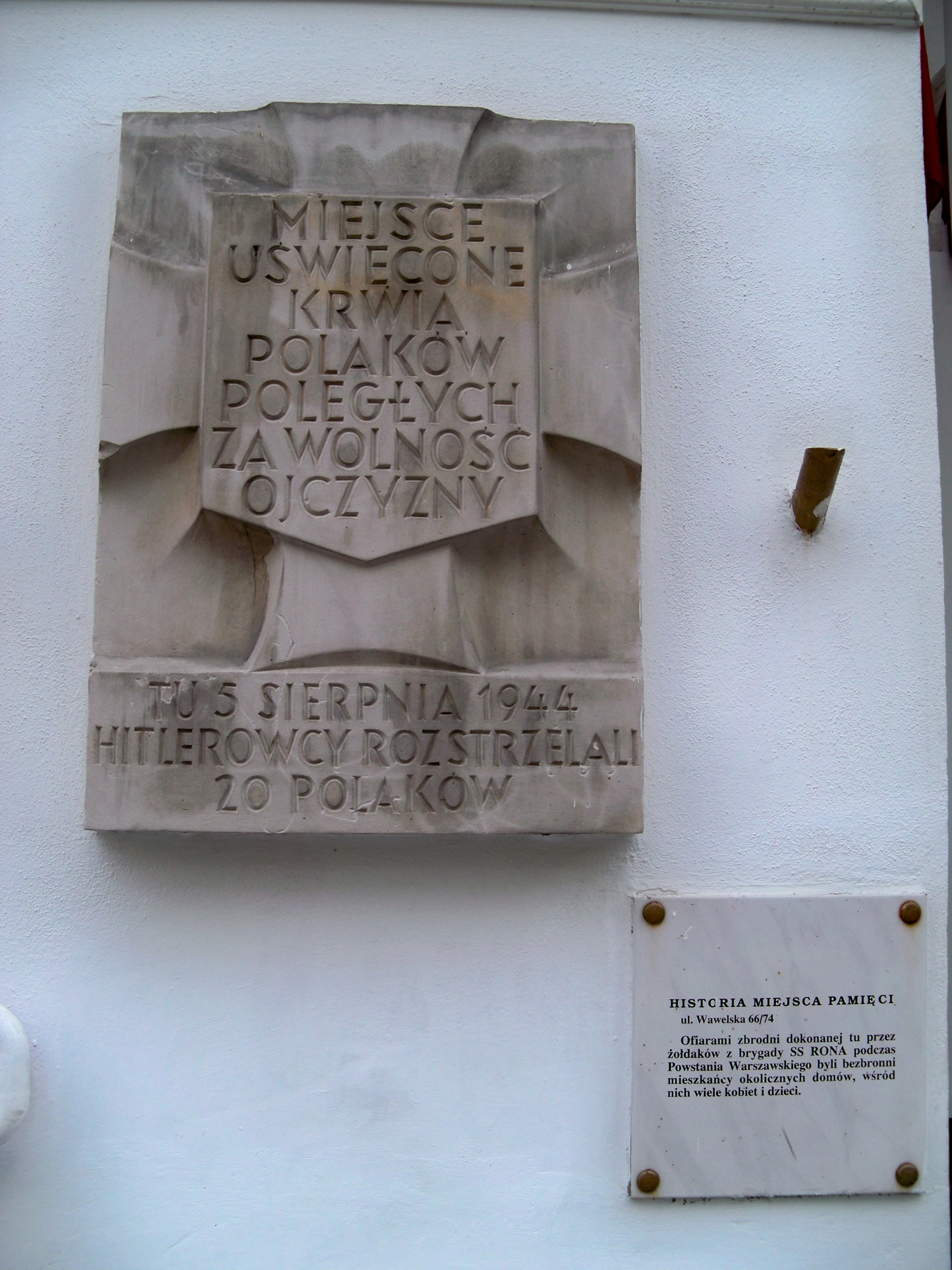
Tablica Tchorka upamiętniająca Polaków zamordowanych w piwnicy willi przy ul. Korzeniowskiego 4

4–6 sierpnia 1944 roku na Ochocie doszło do kilku masowych egzekucji:
- ul. Grójecka 20b – o świcie 4 sierpnia do domu wtargnęli esesmani z koszar przy ul. Tarczyńskiej[d]. Rozkazali mieszkańcom zejść na podwórze, po czym oddzielili mężczyzn od kobiet z dziećmi. Te ostatnie wygnano na ulicę. Mężczyznom i chłopcom oznajmiono, że są skazani na śmierć za rzekome strzelanie do niemieckich żołnierzy. Wprowadzono ich do piwnic i zamordowano strzałami w tył głowy. Liczba ofiar tej egzekucji jest szacowana na około 160. Ocalało tylko trzech rannych mężczyzn. Dom podpalono[110][111][112][h].
- ul. Grójecka 24 – wczesnym rankiem 5 sierpnia do domu wtargnęli esesmani z koszar przy ul. Tarczyńskiej[d]. Rozkazali mieszkańcom zejść na podwórze, a mieszkania ograbili. Następnie oddzielili mężczyzn od kobiet z dziećmi, zarzucając jednocześnie, że z domu oddano strzały do niemieckich żołnierzy. Niedługo później kobiety z dziećmi wyprowadzono na ulicę, a mężczyzn i chłopców wprowadzono do piwnic i wymordowano strzałami w tył głowy. Esesmani zamordowali także wynoszoną z domu ciężko chorą kobietę. Liczba ofiar tej egzekucji jest szacowana na około 40. Z masakry ocalało pięciu mężczyzn. Dom podpalono[113][114][115].
- ul. Grójecka 81 – kilkunastu polskich mężczyzn rozstrzelano w tym domu 5 sierpnia. Zbrodni dokonali żołnierze RONA[116][117].
- ul. Grójecka 104 – żołnierze RONA wtargnęli do domu 4 sierpnia, po czym wrzucili granaty do piwnic, w których ukrywali się mieszkańcy (w większości kobiety i dzieci)[118]. Zginęło około 70 osób[38]. W pobliskich ogródkach działkowych dwukrotnie rozstrzelano po 10 Polaków[119].
- ul. Korzeniowskiego 4 – żołnierze RONA wtargnęli do tego domu 5 lub 6 sierpnia. Mieszkańców wpędzili do piwnic, po czym wymordowali przy użyciu granatów i broni maszynowej. Ofiarami masakry padło od 20 do 40 Polaków, w tym kobiety i dzieci. Ocalały trzy ranne osoby[120][121].
- ul. Wawelska – pierwsze zbiorowe egzekucje przy tej ulicy miały miejsce 5 sierpnia. Nieopodal siedziby Instytutu Technicznego Lotnictwa zamordowano wtedy kilkadziesiąt osób, a w pobliżu domu Łańcuckich – około 60 osób[122]. Dwa dni później, w trakcie wyprowadzania grupy blisko 400 polskich więźniów z gmachu Dyrekcji Naczelnej Lasów Państwowych na targowisko Zieleniak[123], żołnierze RONA rozstrzelali na skraju Pola Mokotowskiego około 56 osób[124]. W gronie ofiar znalazło się siedmiu pracowników Dyrekcji Lasów[125].

### Zieleniak

#### Warunki bytowe
Przy ul. Grójeckiej 95 znajdowało się targowisko warzywne, zwyczajowo nazywane Zieleniakiem (współcześnie w tym miejscu znajduje się targowisko Banacha). Był to rozległy plac, wybrukowany i otoczony wysokim murem z czerwonej cegły. 5 sierpnia 1944 roku zorganizowano tam punkt zborny dla wypędzanej ludności cywilnej. Z relacji Eugenii Wilczyńskiej wynika, że pierwszymi Polakami uwięzionymi na Zieleniaku byli mieszkańcy ul. Opaczewskiej, których 5 sierpnia wyciągnięto z piwnic gmachu Wolnej Wszechnicy Polskiej. Ronowcy początkowo zamierzali ich rozstrzelać, jednakże jedna z kobiet miała poprosić o ratunek przejeżdżających ul. Grójecką niemieckich oficerów, którzy rozkazali Rosjanom wstrzymać egzekucję i odprowadzić Polaków na pobliski Zieleniak. Do wieczora 5 sierpnia na targowisku znalazło się blisko 8 tys. osób. W ciągu następnych kilku dni ich liczba wzrosła do około 20 tys. Na Zieleniak doprowadzono m.in. około 400 cywilów więzionych uprzednio w gmachu Dyrekcji Naczelnej Lasów Państwowych (8 sierpnia) oraz około 600 zakładników, którzy dotąd byli przetrzymywani w Domu Akademickim (11 sierpnia). 
Ronowcy urządzili swoje kwatery w sąsiednim gmachu Męskiego Gimnazjum i Liceum im. Hugona Kołłątaja. Zajęli także stojący przy bramie budynek administracji Zieleniaka oraz budki dozorców. Przy bramach i murze wystawiono warty. Strażnicy byli niemal stale pod wpływem alkoholu. Na targowisku gromadzono początkowo ludność Ochoty, później także mieszkańców innych dzielnic. Więźniowie spędzali tam od kilku godzin do kilku dni. Niektórzy świadkowie twierdzili, że byli przetrzymywani na targowisku nawet przez kilka tygodni. Szacuje się, że w czasie powstania warszawskiego przez Zieleniak przeszło blisko 60 tys. mieszkańców miasta.
W trakcie wypędzania z domów i przemarszu na Zieleniak mieszkańcy Ochoty byli ograbiani przez ronowców z zegarków, biżuterii i wszystkich innych wartościowych przedmiotów. Świadkowie wspominali, że miały miejsce sytuacje, gdy zdemoralizowani żołnierze chcąc jak najszybciej zdobyć pierścionki lub sygnety, obcinali lub łamali palce swoim ofiarom, a także zrywali z uszu kolczyki wraz z kawałkami ciała. Próby oporu często kończyły się zastrzeleniem na miejscu lub pobiciem na śmierć. Z prowadzonych na Zieleniak grup ludności ronowcy wyciągali młode kobiety i dziewczęta, które następnie gwałcili w ruinach lub bramach domów. Zdarzało się ponadto, że dla „rozrywki” strzelali lub rzucali granatami w tłum wysiedleńców, zabijali ludzi, którzy z powodu wieku lub stanu zdrowia nie byli w stanie utrzymać tempa marszu, lub doraźnie rozstrzeliwali wyciągnięte z tłumu osoby.
Warunki panujące na Zieleniaku były tragiczne. Targowisko było niezadaszone i pozbawione jakichkolwiek urządzeń sanitarnych. Potrzeby naturalne więźniowie musieli załatwiać bezpośrednio na placu. W ciągu dnia cierpieli na skutek letnich upałów, podczas gdy nocami doskwierało im dotkliwe zimno. Znosić musieli także żar i dym spowodowany pożarami sąsiednich budynków. Początkowo jedynym źródłem wody był brodzik w sąsiedniej szkole, który ronowcy wykorzystywali do mycia menażek i kotłów. Wyprawy po tę wodę wiązały się przy tym z ryzykiem zastrzelenia. Dopiero 6 sierpnia ronowcy dostarczyli na Zieleniak beczkę wody; strzelali przy tym do ludzi, którzy tłoczyli się, by jej zaczerpnąć. Po kilku dniach na targowisku zainstalowano kran. Niemniej Polakom nie wolno było samodzielnie go uruchamiać, mogli czerpać wodę tylko ze znajdującego się poniżej koryta. W konsekwencji na czarnym rynku cena wody dochodziła nawet do 200 złotych za butelkę. 
Równie tragicznie prezentowało się zaopatrzenie w żywność. Początkowo więźniowie mogli liczyć tylko na własne zapasy oraz kawałki spleśniałego chleba wyrzucane przez żołnierzy. Po pewnym czasie ronowcy wybili otwór w murze, przez który można było przedostać się na pobliskie pola, by zebrać rosnące tam warzywa. Takie wyprawy wiązały się jednak z ryzykiem gwałtu lub zastrzelenia. 8 sierpnia Rosjanie wpędzili na targowisko kilka krów, które następnie zastrzelili, przy czym w bezładnej strzelaninie zabito lub zraniono także pewną liczbę Polaków. Najsilniejsi spośród uwięzionych, którzy zdołali przepchnąć się do krów, sprzedawali później kawałki mięsa po wysokich cenach. Jako że rozpalanie ognia groziło zastrzeleniem, więźniowie początkowo byli zmuszeni jeść surowe mięso. Setki uwięzionych, w tym wiele dzieci, zmarły na skutek głodu, upału, pragnienia i wyczerpania. Świadkowie wspominali, iż nierzadkie były sytuacje, gdy uwięzieni – na skutek upału, pragnienia lub doznanych przeżyć – popadali w obłęd. Jednocześnie żołnierze nadal ograbiali wysiedleńców ze wszelkich wartościowych przedmiotów.
Na Zieleniaku znalazło się wielu rannych i chorych, dochodziło także do porodów pod gołym niebem. Niemniej więźniowie zasadniczo nie mogli liczyć na pomoc medyczną. Z powodu braku fachowej pomocy oraz fatalnych warunków bytowych i sanitarnych wiele noworodków zmarło wkrótce po przyjściu na świat. W miarę możliwości pomoc rannym i chorym starali się nieść polscy lekarze i pielęgniarki, których osadzono na Zieleniaku. W jednej z szop urządzono prowizoryczny punkt sanitarny. Ze względu na niemal całkowity brak lekarstw, środków opatrunkowych i wody stanowiła ona – wedle słów Władysława Bartoszewskiego – wyłącznie „miejsce spokojniejszej śmierci”. Aby zmniejszyć planujący na placu tłok, część więźniów, w tym przede wszystkim Polaków zatrudnionych w niemieckich instytucjach i przedsiębiorstwach, przeniesiono 8 sierpnia do prowizorycznego obozu na Okęciu. Nie wpłynęło to jednak w większym stopniu na sytuację panującą na Zieleniaku.

Na Zieleniaku moc ludzi. Głód wielki. Leżymy na gołej ziemi. Noc jest najstraszniejsza. Umierają ludzie bez pomocy. Nikt ich nie chowa, tylko odrzucają pod płot. Leży cały stos tych ciał ludzkich, jedne na drugich. Straszne. Jakaś matka grzebie łyżką dół w ziemi, w którym chce pochować tylko co urodzone martwe dziecko.

9 sierpnia z Zieleniaka odszedł pierwszy transport do obozu przejściowego w Pruszkowie.

#### Gwałty i egzekucje

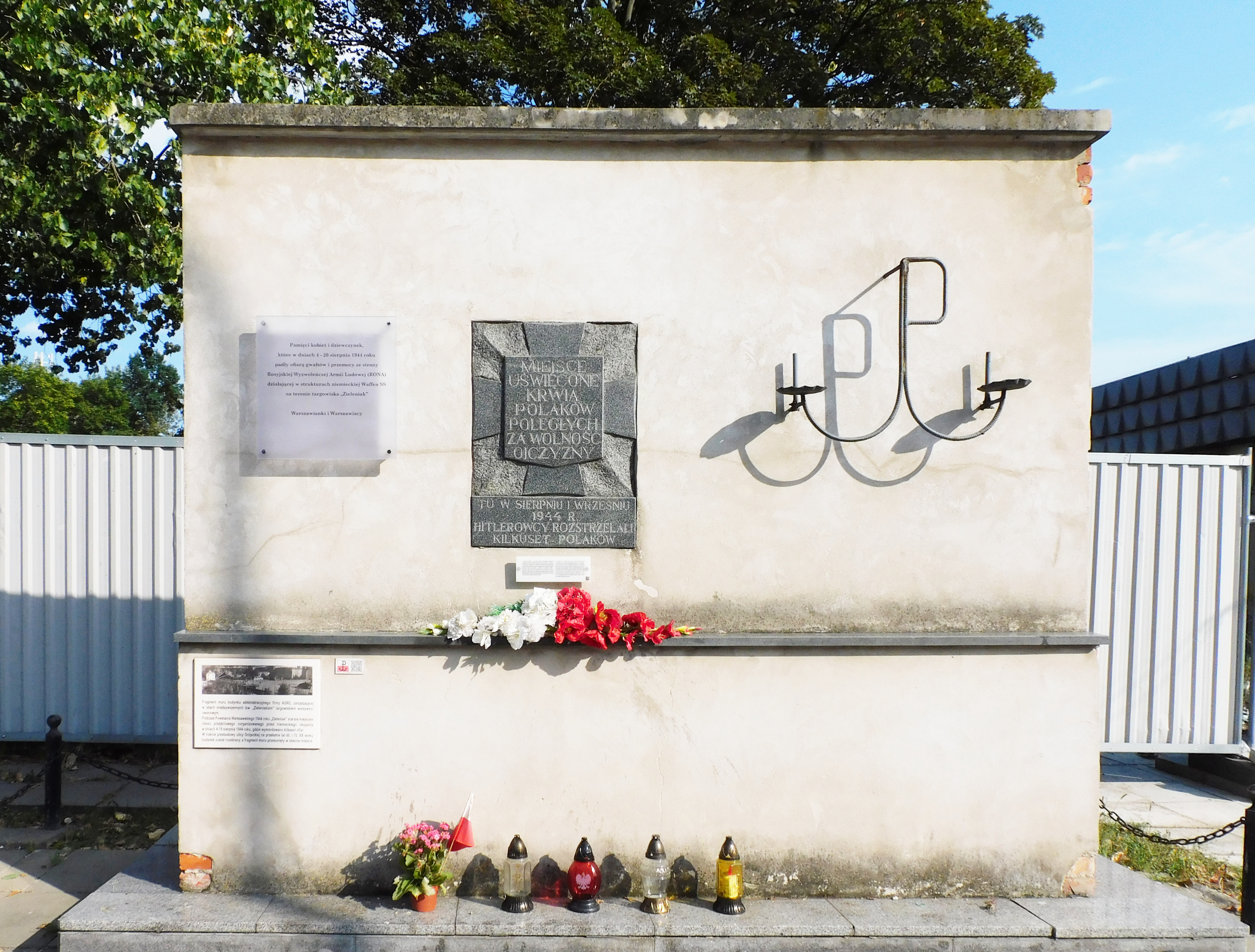
Tablice upamiętniające ofiary masowych mordów i gwałtów, do których dochodziło w sierpniu 1944 roku na terenie targowiska Zieleniak

Na Zieleniaku nieustannie odbywały się indywidualne i zbiorowe egzekucje, urządzane przez ronowców pod błahymi pretekstami lub bez pretekstu. Jedna z największych miała miejsce 10 sierpnia, kiedy to zastrzelono blisko 80 rannych i chorych leżących pod ogrodzeniem. Wielu Polaków zginęło w bezładnych strzelaninach, które ronowcy urządzali „dla rozrywki”, z powodu upojenia alkoholowego lub w celu „zaprowadzenia porządku” w tłumie ludzi, którzy usiłowali zdobyć wodę lub żywność. Niektórzy świadkowie wspominali, iż zdarzały się wypadki, gdy ronowcy zabijali noworodki i niemowlęta, dusząc je lub roztrzaskując im głowy o mur. Przy bramie Zieleniaka szybko urósł ogromny stos ciał, a dziesiątki innych leżały pod murem lub wzdłuż prowadzących do targowiska dróg. Niepogrzebane, błyskawicznie rozkładały się w letnim upale. W konsekwencji ronowcy po pewnym czasie rozkazali grzebać zwłoki w płytkich grobach pod parkanem lub palić je w sali gimnastycznej Gimnazjum i Liceum im. Hugona Kołłątaja.
Kobiety i dziewczęta przetrzymywane na Zieleniaku były masowo gwałcone przez żołnierzy RONA. Nie oszczędzano przy tym nawet małych dziewczynek, kobiet w podeszłym wieku, czy kobiet, które dopiero co urodziły dzieci. W ciągu dnia ofiary zazwyczaj uprowadzano z targowiska na teren gmachu Gimnazjum i Liceum im. Hugona Kołłątaja. Nocami pijani ronowcy porzucali jakiekolwiek pozory, gwałcąc swoje ofiary bezpośrednio na terenie targowiska, na oczach rodzin i tysięcy świadków. Zdarzało się, że kobiety i dziewczęta były zbiorowo gwałcone przez kilkunastu oprawców. W późniejszym czasie zdarzało się, że ronowcy pozorowali „kurtuazję”, prosząc rodziców o „pozwolenie na zabranie córek” i przynosząc im „w dowód wdzięczności” drobne upominki. Ofiary, które stawiały opór, często były zabijane na miejscu. Ronowcy zabijali także tych członków rodzin, którzy starali się uchronić swoje bliskie przed gwałtem. Wielokrotnie zdarzało się, że po dokonanym gwałcie ofiary były mordowane lub umierały na skutek odniesionych obrażeń. Miały również miejsce wypadki, gdy kobiety zabierano na żołnierskie kwatery, gdzie przez wiele tygodni były przetrzymywane w charakterze niewolnic seksualnych. Jeden ze świadków wspominał ponadto, że pewnego razu ronowcy zmusili nieletnich chłopców do publicznej masturbacji.
Chcąc uchronić się przed gwałtem, kobiety i dziewczęta smarowały twarze błotem lub sadzą, zakładały męskie ubrania, obcinały lub rozczochrywały włosy, pozorowały ciążę, okres lub kalectwo bądź zakładały fałszywe opatrunki, licząc, że dzięki temu nie wzbudzą zainteresowania oprawców. Zdarzało się również, że rodziny ukrywały młode kobiety i dziewczęta pod stosami ubrań lub kocami.

Zapadł wieczór i noc, rozświetlona przez pożary domów w pobliżu Zieleniaka. Było czerwono i krwawo. Zaczęła się piekielna noc. Pijane grupy rozwydrzonych mołojców deptały po ludziach, szukając młodych kobiet i dziewczyn. Potem wlekli je pod mur i tam w nieludzkim wrzasku, śmiechu i wyciu, gwałcono je (nawet po jedenastu na jedną dziewczynę). Po tym, półnagie leżały, nieraz z nogami opartymi o mur, zastrzelone przeważnie strzałem w brzuch lub piersi.

6 sierpnia inspekcję na Zieleniaku przeprowadził SS-Obergruppenführer Erich von dem Bach-Zelewski, który dzień wcześniej objął dowództwo nad siłami wyznaczonymi do stłumienia powstania. Według niektórych relacji towarzyszyli mu korespondenci z Propaganda-Abteilung, którzy filmowali inspekcję. Więźniom rozkazano uklęknąć z podniesionymi rękoma. Bach-Zelewski wygłosił przemówienie, w którym oznajmił, że Polacy sami są winni swego położenia, gdyż wywołali powstanie w Warszawie. Zagroził, że za każdego zabitego Niemca zostanie rozstrzelanych 40 Polaków. Obiecał jednocześnie, że nie będą już przeprowadzane masowe egzekucje, a ludność cywilna zostanie „przeniesiona” z miasta. Na prośbę polskiego prawnika, który władał językiem niemieckim i uzyskał zgodę na prywatną rozmowę, Bach-Zelewski zgodził się przysłać niemieckich żołnierzy, by przejęli od ronowców straż na Zieleniaku. Obietnica ta nie została jednak spełniona, a następnego dnia sytuacja na targowisku powróciła do wcześniejszego stanu. Po latach Bach-Zelewski twierdził, że podczas inspekcji:.

Nie zauważyłem żadnych szczególnych nieprawidłowości. Wszystko było w porządku.

Z informacji zawartych w niemieckiej dokumentacji sztabowej wynika, że na Zieleniak trafiali także niemieccy cywile, których ronowcy przypadkowo schwytali na terenie Ochoty. W dalekopisie, który 8 sierpnia dowództwo 9. Armii wysłało do Bach-Zelewskiego, odnotowano następujące fakty:

Strażnicy obozu jenieckiego z użyciem broni uniemożliwili wysłanemu przez armię lekarzowi sztabowemu wydostanie stamtąd Niemców. Stwierdzono ponadto, że członkowie oddziału Kaminskiego zgwałcili, a następnie rozstrzelali także Niemki – obywatelki Rzeszy.

Szacuje się, że na Zieleniaku poniosło śmierć ponad 1000 osób. Co najmniej 300 zginęło bezpośrednio z rąk ronowców. Zieleniak stał się symbolem martyrologii mieszkańców Ochoty w sierpniu 1944 roku. Jest jednocześnie symbolem przemocy seksualnej, której ofiarą padały warszawskie kobiety w czasie tłumienia powstania.

### Instytut Radowy

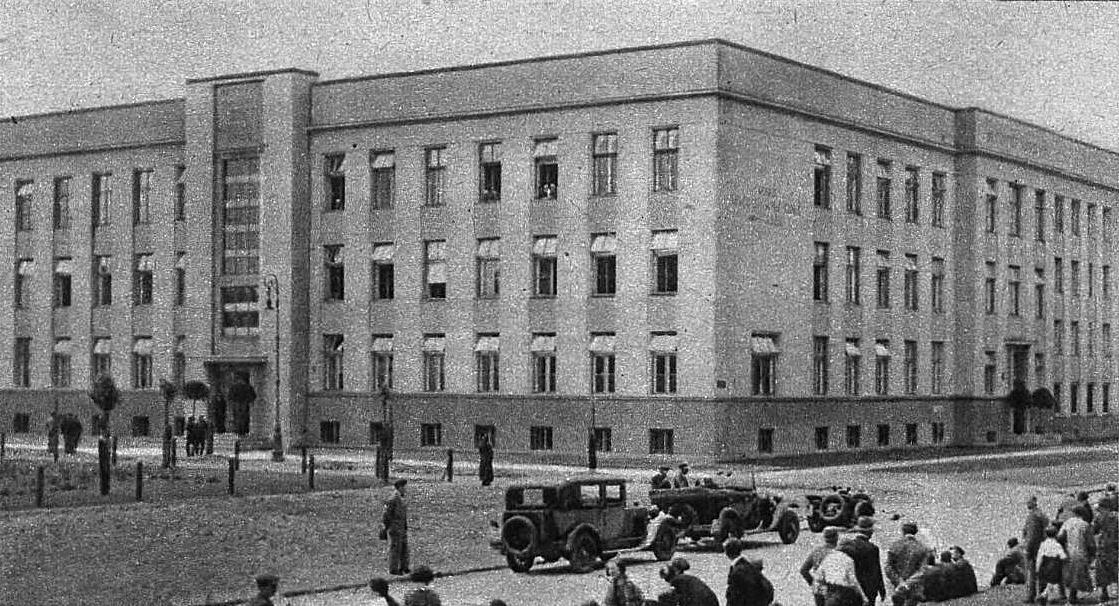
Gmach Instytutu Radowego przed 1939 rokiem

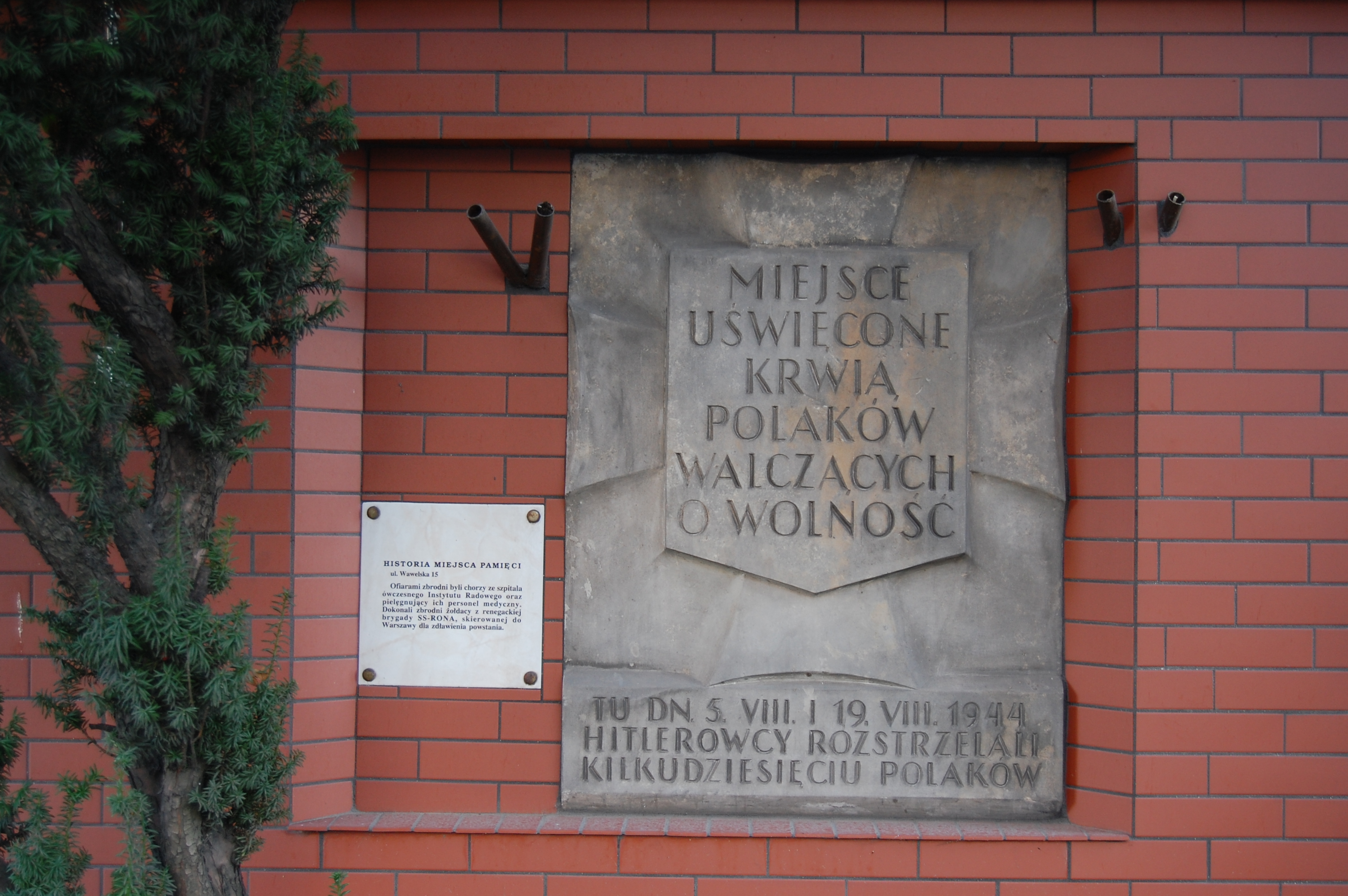
Tablica Tchorka upamiętniająca pomordowanych w Instytucie Radowym

5 sierpnia w godzinach porannych blisko 100 ronowców wtargnęło do Instytutu Radowego im. M. Skłodowskiej-Curie, który znajdował się przy ul. Wawelskiej 15. W szpitalu przebywało w tym czasie około 90 pacjentów z chorobami nowotworowymi, kilku rannych powstańców i cywilów, a także około 80 pracowników i członków ich rodzin. Wszystkich brutalnie ograbiono. Ronowcy rozpoczęli przygotowania do zbiorowej egzekucji, którą jednak odwołano. Ostatecznie większość personelu lekarskiego i sanitarnego oraz zdolnych do marszu pacjentów pognano na Zieleniak. Jeden Polak (brat lub mąż jednej z pacjentek) został wtedy zastrzelony. Ronowcy mieli także zabić kilku pacjentów w ciężkim stanie, w tym trzech rannych powstańców.
Według pielęgniarki Bronisławy Mazurkiewicz w szpitalu pozostało 90 pacjentek i pacjentów oraz 8 członków personelu. Szpitalna kucharka Jadwiga Kowalska szacowała natomiast, że w instytucie ukryły się cztery pracownice, kilku mężczyzn – pracowników oraz około 80 pacjentów. Ronowcy rozszabrowali szpitalną aptekę oraz wypili wszystkie znalezione zapasy alkoholu i eteru. Przez dwa dni rabowali i demolowali instytut, grabiąc i terroryzując przebywających w nim Polaków. Kobiety, nie wyłączając ciężko chorych na raka pacjentek, były zbiorowo gwałcone. 6 sierpnia ronowcy zamordowali około 30 pacjentów leżących na parterze gmachu. Część ofiar zastrzelono, inne spłonęły żywcem, gdy podpalono materace, na których leżały. Trzy kobiety zdołały uciec z budynku, jednakże dwie zostały szybko schwytane, wielokrotnie zgwałcone i zamordowane. W szpitalnym gmachu kilkukrotnie podłożono ogień. 
Około 60 Polaków zdołało się ukryć w szpitalnej kotłowni. Po odejściu ronowców częściowo ugasili pożary, które trawiły gmach. Na terenie instytutu ukrywali się jeszcze przez trzynaście dni, żywiąc się resztkami szpitalnych zapasów. Byli świadkami mordów i gwałtów, które ronowcy dokonywali w szpitalnym ogrodzie (ofiarami były osoby wyciągnięte z kolumn ludności pędzonej na Zieleniak).
Po kilku dniach do instytutu przybyła niemiecka grupa rabunkowa, której zadaniem było opróżnienie szpitala z wszelkich wartościowych urządzeń oraz medykamentów. Mimo próśb ze strony przebywających w instytucie Polaków, Niemcy odmówili im jakiejkolwiek pomocy. Tymczasem 19 sierpnia ronowcy powrócili z zamiarem całkowitej pacyfikacji instytutu. Spośród trzech pacjentek, które nie były zdolne do poruszania się o własnych siłach, dwie zamordowali na miejscu, a trzecią podczas marszu na Zieleniak. Pozostałych Polaków uwięziono na targowisku. Tam oddzielono od grupy cztery pracownice z trojgiem dzieci. Pacjentki jeszcze tego samego dnia rozstrzelano i spalono w sali gimnastycznej Gimnazjum i Liceum im. Hugona Kołłątaja. Z egzekucji ocalała tylko jedna kobieta, którą oszczędzono, gdyż była narodowości ukraińskiej. Szacuje się, że zamordowano tego dnia od 50 do 80 osób przyprowadzonych z instytutu.
Pacyfikacja Instytutu Radowego jest uznawana za jedną z największych zbrodni popełnionych w czasie tłumienia powstania warszawskiego.

### Kolonia Staszica
Do pacyfikacji Kolonii Staszica pułk zbiorczy RONA przystąpił 4–5 sierpnia. Mieszkańcy byli systematycznie wypędzani ze swoich domów, czemu towarzyszyły mordy, gwałty i rabunki. Mordowano również wziętych do niewoli powstańców. Zbiorowe i indywidualne egzekucje, w których ginęły niekiedy całe rodziny, miały miejsce m.in. na ulicach Aplikanckiej, Filtrowej, Langiewicza, Prokuratorskiej, Sędziowskiej i Suchej. 6 sierpnia pod domem przy ul. Filtrowej 83 został zamordowany 82-letni artysta malarz Wiktor Mazurowski. Zastrzelona została także jego żona, pianistka Jadwiga Zaleska-Mazurowska. Następnego dnia na tej samej ulicy został śmiertelnie zraniony pisarz Karol Irzykowski.

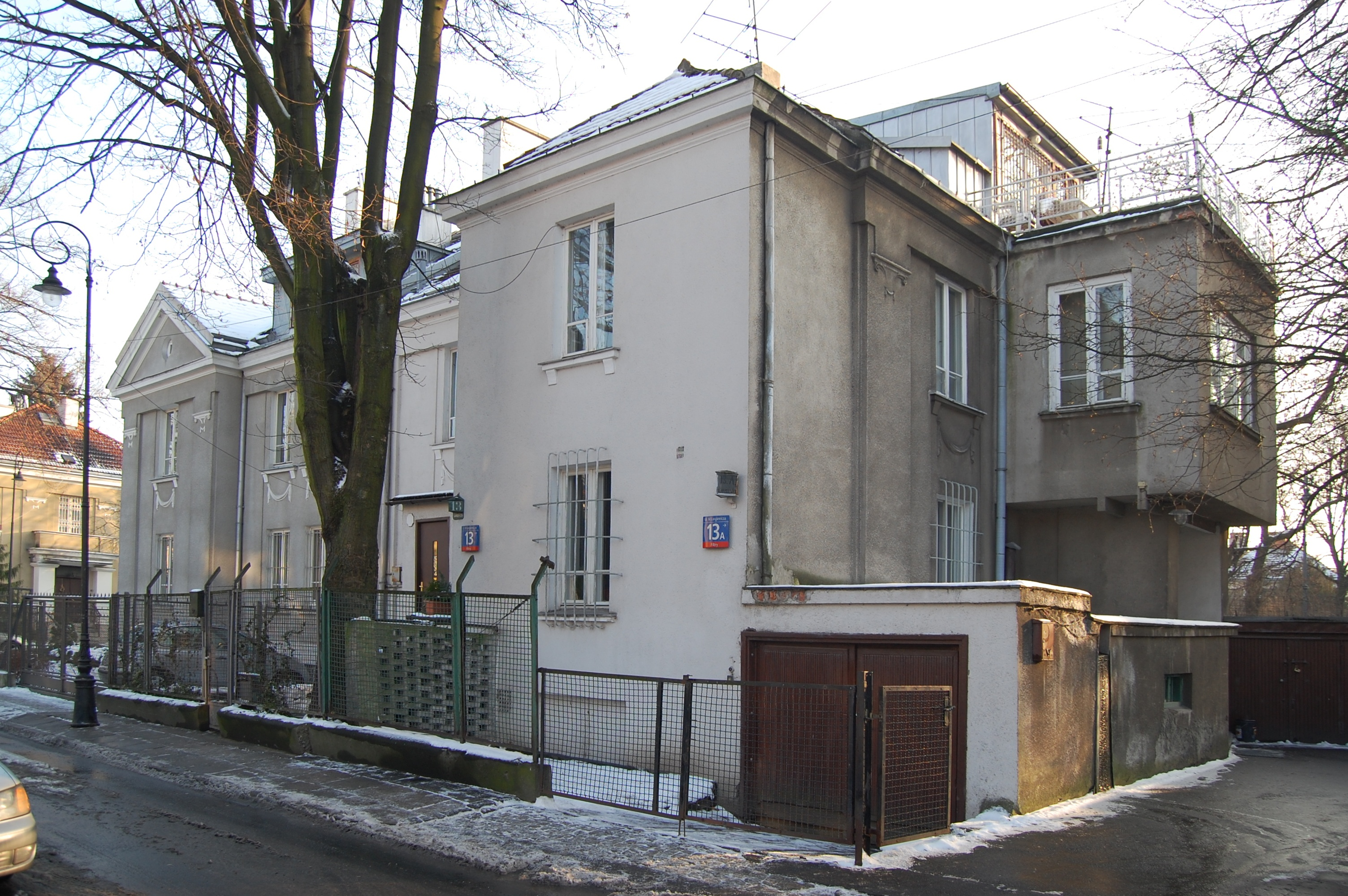
Dom przy ulicy Langiewicza 11/13

6 sierpnia ronowcy zajęli niewielki szpital powstańczy, który mieścił się w willi na rogu ulic Langiewicza i Prezydenckiej. 11 ciężko rannych zamordowali przy użyciu granatów, a następnie podpalili budynek. Tego samego dnia wtargnęli również do powstańczego szpitaliku przy ul. Langiewicza 5. Zamordowali co najmniej kilku rannych oraz zgwałcili dwie sanitariuszki. Podobne zbrodnie miały miejsce w punktach sanitarnych batalionu „Odwet II”: przy ul. Langiewicza 9 (róg Prokuratorskiej), gdzie 7 sierpnia ronowcy zamordowali około 13 rannych i chorych, oraz przy ul. Langiewicza 11, gdzie 5 sierpnia zastrzelili trzech rannych wynoszonych z podpalonego domu. Pozostałych rannych z tego punktu, a także około 40 mieszkańców domów przy ulicach Jesionowej 3 i Prokuratorskiej, zabrano następnego dnia na Pole Mokotowskie i tam rozstrzelano. W gronie ofiar tej egzekucji znaleźli się: aktor Mariusz Maszyński, jego żona Janina, a także jego dwie siostry – malarki: Halina i Stanisława.

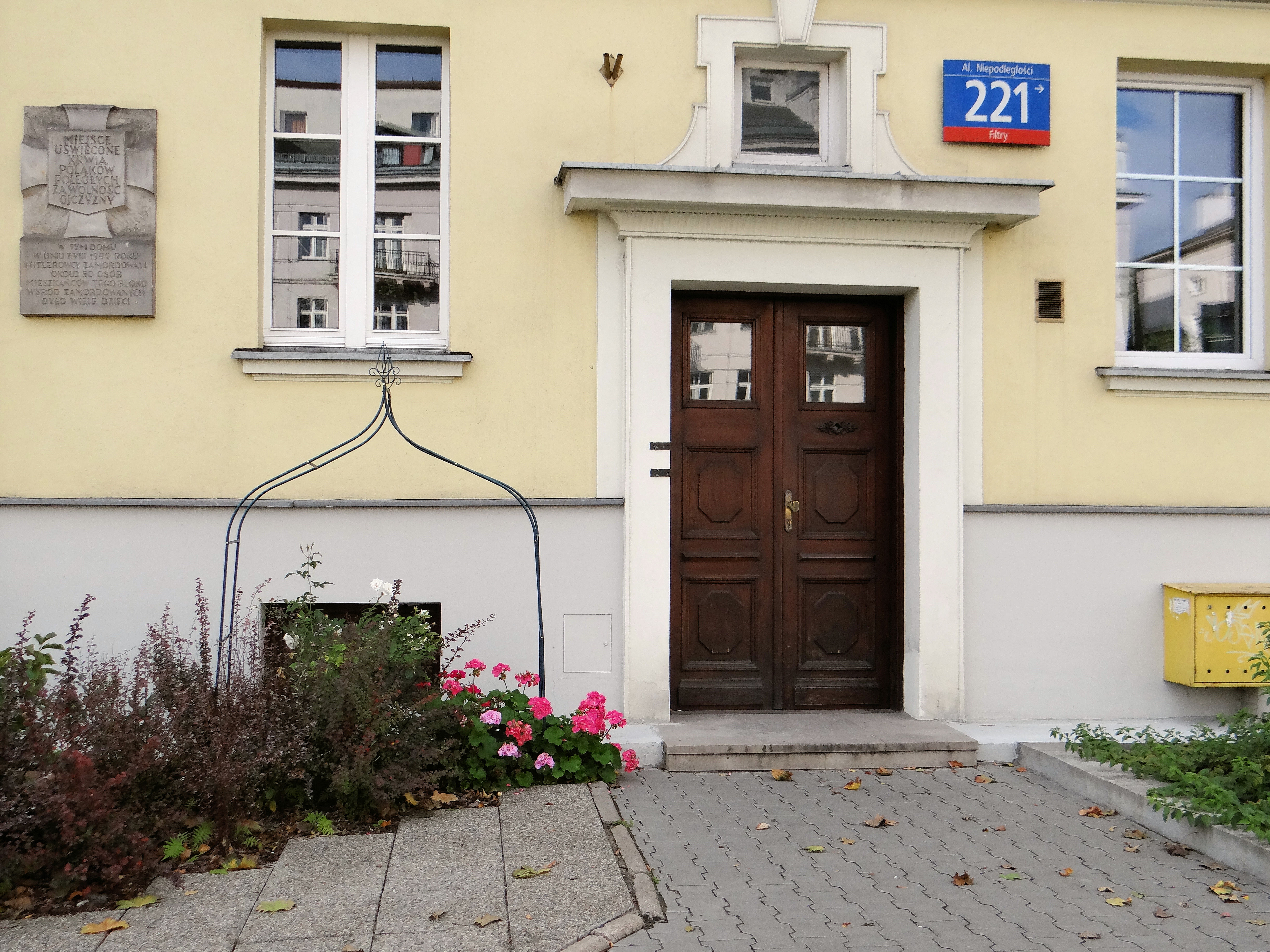
Miejsce pamięci przy al. Niepodległości 221

Do jednej z największych zbrodni doszło w domu przy al. Niepodległości 217/223. Ronowcy wtargnęli tam po raz pierwszy 5 sierpnia. Metodycznie obrabowali wtedy mieszkańców, a następnie popędzili ich na pobliską ul. Suchą. Po upływie kilku godzin wszyscy Polacy zostali jednak zwolnieni przez kwaterujących przy tej ulicy żołnierzy niemieckich. 7 sierpnia do budynku wtargnął kolejny oddział RONA. Na wieść, iż mieszkańcy nie mają kosztowności, gdyż zrabowała je poprzednia grupa, rozwścieczeni żołnierze spędzili pochwyconych Polaków do klatki nr 223, następnie dokonali zbiorowej egzekucji. Zastrzelono wtedy około 53 osoby, w większości kobiety, dzieci oraz osoby starsze. Jedną z ofiar była Jadwiga Falkowska – zasłużona działaczka harcerska, zastępczyni dowódcy Wojskowej Służby Kobiet.
Ostateczna pacyfikacja Kolonii Staszica nastąpiła 12 sierpnia. Tego dnia osiedle zostało otoczone przez żołnierzy Wehrmachtu, którzy brutalnie wypędzili wszystkich przebywających tam jeszcze Polaków, dokonując przy tym grabieży i podpaleń. W jednej z wilii zamknięto byłego prezydenta Stanisława Wojciechowskiego wraz z żoną, po czym budynek podpalono; oboje zdołali się jednak wydostać tylnym wejściem. Mieszkańców Kolonii Staszica zaprowadzono pod gmach Gimnazjum im. Juliusza Słowackiego przy ul. Wawelskiej. Tam przejęli ich ronowcy, którzy wśród gwałtów i grabieży pognali ich na Zieleniak. W drodze na targowisko tłum zatrzymanych został ostrzelany przez Niemców z załogi Filtrów. Kolejne ofiary padły na Zieleniaku, gdzie ronowcy wyszukiwali i mordowali mężczyzn podejrzewanych o udział w powstaniu. Po kilku godzinach spędzonych na targowisku mieszkańców Kolonii Staszica wraz z wysiedleńcami z innych osiedli Ochoty wywieziono do obozu w Pruszkowie.

### Upadek dzielnicy

#### Reduta Kaliska
5 sierpnia ronowcy zdobyli dwie wysunięte polskie placówki: fabrykę „Plutos” i szkołę Szachtmajerowej. Obszar kontrolowany przez obrońców Reduty Kaliskiej skurczył się do czworoboku ulic: Kaliska – Kopińska – Białobrzeska – Joteyki oraz dwóch placówek przy ul. Barskiej. 9 sierpnia pluton ppor. „Poboga” był zmuszony opuścić gmach Monopolu Tytoniowego. Wobec utraty tej kluczowej pozycji oraz braku nadziei na odsiecz dowództwo podjęło decyzję o opuszczeniu reduty. Wymarsz nastąpił w nocy z 9 na 10 sierpnia. Blisko 200 polskim żołnierzom udało się niepostrzeżenie wyminąć stanowiska ronowców, jednakże oddział ppor. „Poboga”, który szedł w ariergardzie, w nocnych ciemnościach stracił kontakt z główną kolumną i zgubiwszy drogę, był zmuszony powrócić do reduty. Jego żołnierze ukryli broń i powstańcze oznaki, po czym zmieszali się z ludnością cywilną. Tymczasem pozostałych 150 powstańców, którymi dowodził por. „Gustaw”, zdołało przedostać się do Michałowic. Pozostawiono tam nieuzbrojonych żołnierzy. Przed wieczorem 11 sierpnia „Gustaw” z około 90 najlepiej uzbrojonymi podkomendnymi dotarł do Lasów Chojnowskich, gdzie połączył się ze zgrupowaniem ppłk. „Grzymały”.
Po upadku Reduty Kaliskiej przebywających tam Polaków wśród gwałtów i grabieży pognano na Zieleniak. Tragiczny był los ciężko rannych. W punkcie sanitarnym przy ul. Joteyki 6 lub 8 ronowcy zamordowali w łóżkach kilkunastu rannych powstańców oraz nieustaloną liczbę cywilów. Podpalili także punkt sanitarny przy ul. Joteyki 5, w którym spłonęło kilkudziesięciu rannych, w większości cywilów. Na Zieleniaku ronowcy wyszukiwali mężczyzn, których podejrzewali o udział w powstaniu. Kilkudziesięciu, w tym wielu lżej rannych, zabrano w nieznane miejsce i najprawdopodobniej zamordowano.

#### Reduta Wawelska

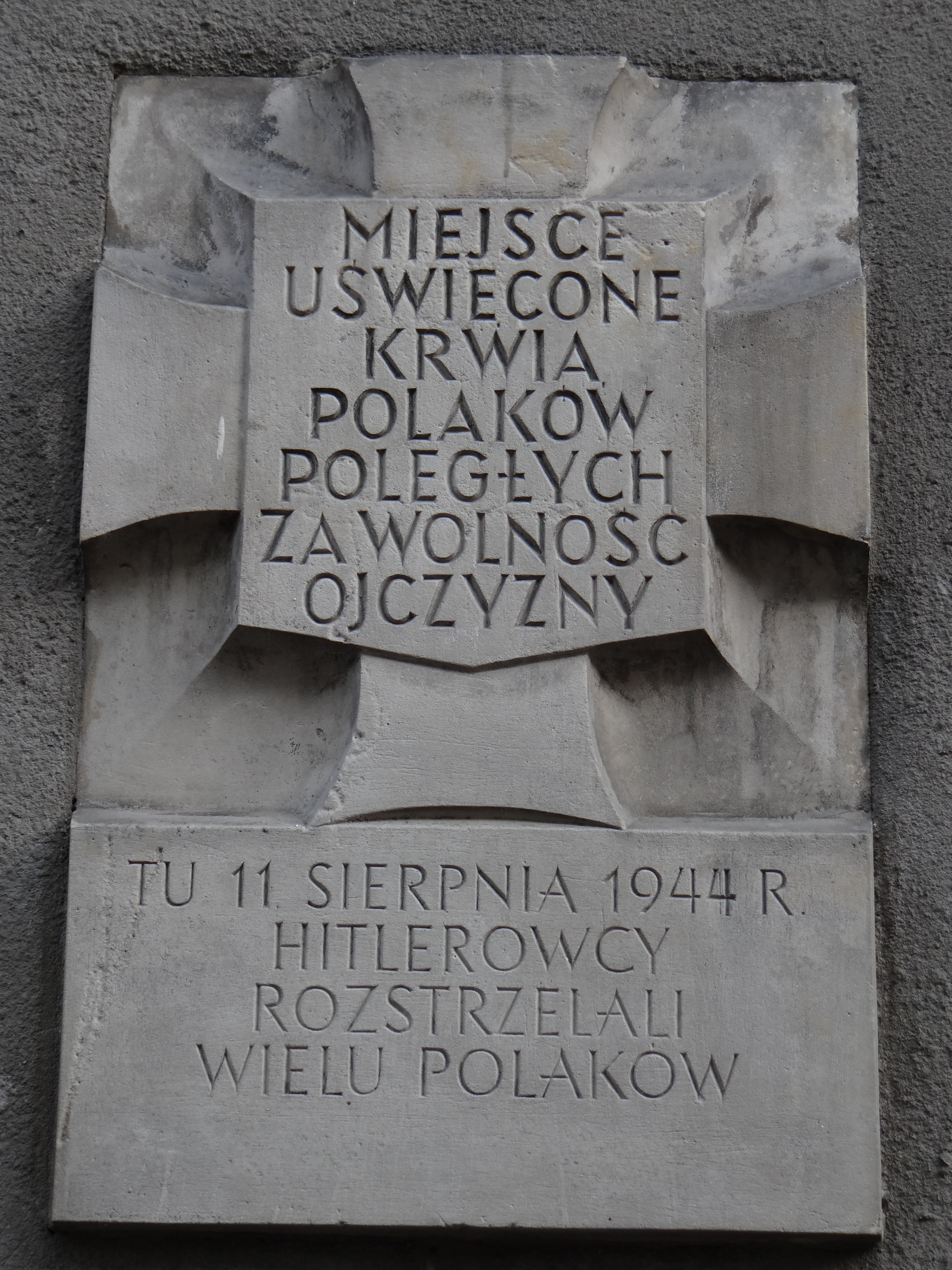
Tablica Tchorka na ścianie domu przy ul. Mianowskiego 15, upamiętniająca Polaków zamordowanych po upadku Reduty Wawelskiej

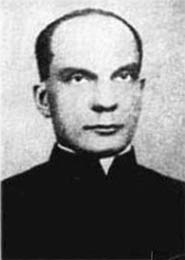
Ks. prof. Jan Salamucha, kapelan obwodu „Ochota” AK, zamordowany po upadku Reduty Wawelskiej

Ostatnim polskim punktem oporu na Ochocie była Reduta Wawelska. 5 sierpnia ronowcy wyparli powstańców z wysuniętej placówki w gmachu Kierownictwa Marynarki Wojennej. Od tego czasu reduta była nieustannie ostrzeliwana i atakowana przez Niemców i ronowców, nieraz dwa razy dziennie. Do zbierania swoich rannych i zabitych spod murów reduty zmuszali oni polskich cywilów, nierzadko przy tym rozmyślnie otwierali do nich ogień. 7 sierpnia Rosjanie wyparli polskich obrońców z ich ostatniej wysuniętej placówki przy ul. Mianowskiego 24. Zamordowali wtedy czterech rannych powstańców, których nie zdołano ewakuować z budynku. 8 sierpnia niemiecki ostrzał zniszczył narożnik gmachu od strony ulic Wawelskiej i Uniwersyteckiej. Następnego dnia zniszczeniu uległ także górny narożnik od strony ul. Pługa. Jednocześnie koncentrycznym ogniem artylerii i dział pancernych wybito wyłomy we frontowej ścianie od strony ul. Wawelskiej oraz wywołano pożary na górnych piętrach. Tego wieczora dowództwo reduty podjęło wstępną decyzję o odwrocie. W nocy z 10 na 11 sierpnia patrol dowodzony przez kpt. Władysława Sieroszowskiego ps. „Sabała” zszedł do kanału, do którego włazu zdołano się wcześniej przekopać pod fundamentami gmachu. Żołnierzom udało się przedostać na teren Kolonii Staszica, gdzie napotkali patrol oficerski z batalionu „Golski”. Uzgodniono wtedy, że ewakuacja obrońców Reduty Wawelskiej nastąpi w nocy z 11 na 12 sierpnia.
Tymczasem 11 sierpnia o poranku pod silnym ostrzałem nieprzyjaciela ostatecznie zawaliła się frontowa ściana kompleksu. Obrońcy odparli pierwszy atak, który wyszedł ze Szkoły Nauk Politycznych i gmachu Kierownictwa Marynarki Wojennej. Po południu Niemcy przy użyciu samobieżnej miny Goliath zniszczyli jednak barykadę w bramie, po czym ronowcy przystąpili do gwałtownego szturmu na redutę. Po zaciekłej walce natarcie odparto, jednakże wobec ciężkich strat własnych oraz fizycznego i psychicznego wyczerpania żołnierzy stało się jasne, że obrona może załamać się w każdej chwili. Około godziny 16:00 do kanału zeszła około 30-osobowa grupa powstańców, dowodzona przez ppor. „Stacha”. Godzinę później tą samą drogą wycofał się oddział dowodzony przez ppor. „Rarańczę”. Według relacji tego ostatniego grupa liczyła 83 powstańców; inne źródła szacują jej liczebność na około 85, a nawet około 120 ludzi.
Odwrót pierwszej grupy miał dramatyczny przebieg. Oddział rozproszył się bowiem w kanałach, przy czym część żołnierzy dotarła aż na Mokotów. Siedmiu innych, po dziesięciogodzinnym błądzeniu w kanałach, było zmuszonych powrócić do opustoszałej Reduty Wawelskiej, w której ruinach ukrywali się aż do upadku powstania. Podporucznik „Stach” został ciężko ranny podczas próby wyjścia na powierzchnię przy ul. Grójeckiej. Zginął w kanale, a towarzyszące mu sanitariuszki wpadły w ręce ronowców. Lepiej powiodło się żołnierzom „Rarańczy”, którzy po 6–7 godzinnej przeprawie przez kanały zdołali niepostrzeżenie wyjść na powierzchnię na terenie Kolonii Staszica. Umówieni wcześniej przewodnicy przeprowadzili ich stamtąd do Śródmieścia Południowego. Ponad 20 żołnierzy straciło jednak kontakt z główną częścią oddziału i było zmuszonych ukryć się w spalonej wilii, skąd ewakuowano ich dopiero w nocy z 13 na 14 sierpnia.
Przy ul. Wawelskiej pozostała ludność cywilna, ciężko ranni powstańcy, a także około 20 żołnierzy AK, którzy postanowili do końca towarzyszyć mieszkańcom lub do których nie dotarł rozkaz ewakuacji. Po zejściu obrońców do kanału wywieszono białą flagę, niemniej nieprzyjaciel nie przerwał ostrzału. Dopiero po zmroku ronowcy odważyli się wejść na teren niebronionej reduty. Zamordowali wtedy ponad 80 osób. Zginęli wszyscy ciężko ranni; część zabito, wrzucając granaty do piwnicy, w której leżeli. Z tłumu wybierano mężczyzn podejrzewanych o udział w powstaniu, których następnie rozstrzeliwano na miejscu. Jako jeden z pierwszych zginął kapelan obwodu „Ochota” ks. prof. Jan Salamucha. Dwoje starszych mieszkańców, w tym matematyka Romana Mieczysława Prus-Niewiadomskiego, wrzucono żywcem w płomienie. W gronie ofiar, które zamordowano po upadku reduty, znaleźli się także: Stanisław Czosnowski (literat), Jerzy Leśkiewicz (doktor nauk chemicznych, adiunkt UW), Wilhelm Zwierowicz (publicysta), Franciszek Buczek (dozorca domu, weteran kampanii wrześniowej). Oszczędzonych Polaków pognano na Zieleniak, czemu towarzyszyły rabunki i gwałty.

#### Zbrodnie w rejonie pl. Starynkiewicza

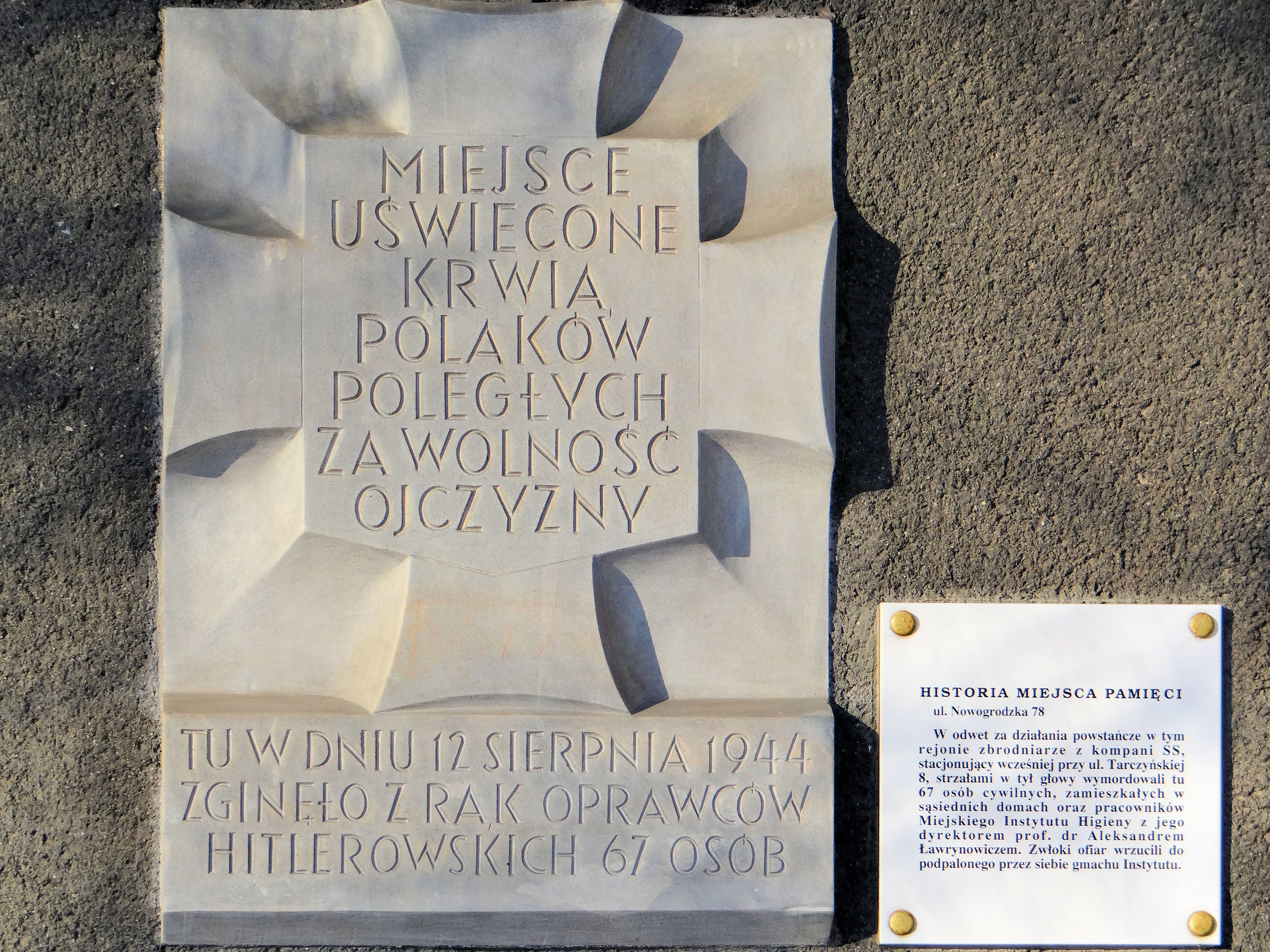
Tablica Tchorka upamiętniająca ofiary egzekucji przeprowadzonej 12 sierpnia 1944 roku na terenie Miejskiego Instytutu Higieny

W nocy z 11 na 12 sierpnia pułk zbiorczy RONA został przerzucony w rejon pl. Starynkiewicza, gdzie obsadził m.in. zabudowania Domu ks. Boduena przy ul. Nowogrodzkiej. Na Ochocie pozostały pododdziały drugiego rzutu oraz załoga Zieleniaka. 12 sierpnia ronowcy zdołali wyprzeć polskich powstańców z gmachu Dyrekcji Przedsiębiorstwa Wodociągów i Kanalizacji przy pl. Starynkiewicza 5 oraz Domu Turystycznego przy Al. Jerozolimskich 99. W nocy z 12 na 13 sierpnia żołnierze AK byli także zmuszeni opuścić gmach Wojskowego Instytutu Geograficznego. Następnego dnia Rosjanie obsadzili niebroniony kompleks Szpitala Dzieciątka Jezus. Były to jednak ostatnie większe sukcesy RONA. W kolejnych dniach żołnierze pułku zbiorczego bezskutecznie usiłowali wyprzeć powstańców z gmachu Dworca Pocztowego oraz kamienic położonych między ulicami Srebrną i Żelazną. Ponieśli przy tym poważne straty.
W czasie walk w rejonie pl. Starynkiewicza Niemcy i ronowcy dopuścili się licznych zbrodni na ludności cywilnej. Już w pierwszym tygodniu sierpnia gwałtów na kobietach wyciąganych z tłumów wysiedlanej ludności cywilnej dokonywali tam esesmani, których przerzucono z koszar przy ul. Tarczyńskiej. 12 sierpnia na terenie Miejskiego Instytutu Higieny przy ul. Nowogrodzkiej 82 ten sam oddział rozstrzelał 67 Polaków – mieszkańców okolicznych domów oraz pracowników instytutu, w tym dyrektora Aleksandra Ławrynowicza. Tego samego dnia przy ul. Nowogrodzkiej 80, pod ścianą budynku należącego do kompleksu Domu ks. Boduena, rozstrzelano około 50–60 osób, w tym mieszkańców domu przy Al. Jerozolimskich 103. 
Żołnierze RONA w trakcie blisko dwutygodniowego kwaterowania na terenie Domu ks. Boduena oraz Szpitala Dzieciątka Jezus nagminnie dokonywali grabieży, a także gwałcili pacjentki szpitala oraz pracownice obu instytucji, nie wyłączając sióstr zakonnych. Mieszkańców zdobytych domów wśród gwałtów i grabieży gnano na Zieleniak. Młodzi mężczyźni podejrzewani o udział w powstaniu byli rozstrzeliwani.

## Epilog
Pułk zbiorczy RONA walczył na pograniczu Ochoty i Śródmieścia do 23 sierpnia. Następnie przeniesiono go w rejon ul. Inflanckiej i fortu Traugutta, skąd po pięciu dniach został przerzucony na obrzeża Puszczy Kampinoskiej z zadaniem blokowania grupy AK „Kampinos”. W nocy z 2 na 3 września jeden z batalionów RONA został rozbity w Truskawiu na skutek zaskakującego wypadu, który przeprowadził oddział AK pod dowództwem por. Adolfa Pilcha ps. „Dolina”. 15 września zdziesiątkowany pułk załadowano do transportu w Błoniu i odesłano w rejon Raciborza, gdzie stacjonowała w tym czasie reszta sił RONA.
W drugiej dekadzie sierpnia liczba Polaków więzionych na Zieleniaku znacznie się zmniejszyła. Trafiali tam teraz przede wszystkim wysiedleńcy ze Śródmieścia – z domów przy Al. Jerozolimskich i ul. Nowogrodzkiej. Zwykle przebywali na targowisku przez krótki czas, po czym byli wywożeni do obozu w Pruszkowie. Niektórych mężczyzn Niemcy zmuszali do pracy przy uprzątaniu i paleniu zwłok, którymi zasłane były ulice i place Ochoty. Józef Kazimierz Wroniszewski podaje, że ostatni transport, doprowadzony z domu przy ul. Nowogrodzkiej 36, trafił na Zieleniak 18 sierpnia. Dwa dni później punkt etapowy na Zieleniaku miał zostać zlikwidowany, aczkolwiek według niektórych źródeł mógł funkcjonować nawet do początków września. 
Jan Kazimierz Wroniszewski oraz autorzy opracowania Ludność cywilna w powstaniu warszawskim podają, że większość mieszkańców usunięto z Ochoty do 12 sierpnia. Autorzy leksykonu Warszawa Walczy 1939–1945 zakończenie pacyfikacji Ochoty datują natomiast na 25 sierpnia.
Od połowy sierpnia opustoszałe budynki na Ochocie były systematycznie ograbiane przez niemieckie „komanda ewakuacyjne”. Po opróżnieniu ze wszystkich wartościowych przedmiotów i urządzeń zabudowania dzielnicy były podpalane i wysadzane przez specjalne komanda niszczycielskie.

## Ofiary i straty materialne
W ocenie Szymona Datnera i Kazimierza Leszczyńskiego zbrodnie popełnione przez Niemców i ronowców na Ochocie swymi rozmiarami ustępowały rzezi Woli, jednakże dorównywały jej w swym bestialstwie. Dodają jednocześnie, że „podobnie jak na Woli, nie było tu niemal domu, w którym nie popełniono by zbrodni”.
Autorzy monografii Dzieje Ochoty szacują liczbę ofiar pacyfikacji dzielnicy na około 10 tys., z czego około 1000 miało ponieść śmierć na Zieleniaku. Takie same szacunki podają autorzy leksykonu Warszawa Walczy 1939–1945. Józef Kazimierz Wroniszewski pisał o „paru tysiącach ofiar”, w tym blisko tysiącu zmarłych i zamordowanych na Zieleniaku.
Według szacunków powojennych w latach 1939–1945 około 66% budynków na Ochocie uległo zniszczeniu, a kolejne 17% – uszkodzeniu.

## Odpowiedzialność sprawców
Erich von dem Bach-Zelewski nie został osądzony za zbrodnie popełnione w Warszawie. W czasie procesu norymberskiego zgodził się bowiem wystąpić jako świadek oskarżenia, w zamian za co alianccy prokuratorzy przyznali mu immunitet. W 1949 roku został zwolniony z więzienia. W 1951 roku sąd denazyfikacyjny w Monachium skazał go na karę 10 lat pozbawienia wolności, jednakże wyrok nie został wyegzekwowany, gdyż sąd uznał połowę kary za odbytą, a sam skazany nie zgłosił się do więzienia, by odbyć jej pozostałą część. Bach-Zelewski zamieszkał we wsi Eckersmühlen koło Norymbergi, gdzie podjął pracę jako nocny stróż. W 1958 roku został aresztowany pod zarzutem współudziału w morderstwie jednej z ofiar „nocy długich noży”; w lutym 1961 roku skazano go na karę 4,5 roku pozbawienia wolności (z zaliczeniem dwóch lat spędzonych w areszcie). W 1962 roku ponownie stanął przed sądem, tym razem pod zarzutem zamordowania siedmiu niemieckich komunistów. Wymierzono mu wówczas karę dożywotniego więzienia. Zmarł w szpitalu więziennym Monachium-Harlaching w marcu 1972 roku.
Bronisław Kaminski ze względu na okazywaną niemieckim przełożonym niesubordynację został zdjęty ze stanowiska dowódcy brygady RONA. Nastąpiło to prawdopodobnie około 19 sierpnia 1944 roku. Około 28–29 sierpnia został postawiony przed sądem wojennym w Łodzi, skazany na karę śmierci i rozstrzelany. Według niepotwierdzonych relacji Niemcy, chcąc uniknąć fermentu wśród żołnierzy brygady, śmierć Kaminskiego upozorowali na wypadek samochodowy lub napad polskich partyzantów. Razem z Kaminskim w sierpniu 1944 roku został rozstrzelany Ilia Szawykin.
Iwan Frołow po upadku III Rzeszy znalazł się w sowieckiej niewoli. 31 grudnia 1946 roku został skazany przez Kolegium Wojskowe Sądu Najwyższego ZSRR na karę śmierci. Wyrok wykonano.
Według ustaleń Zenona Rudnego podczas tłumienia powstania warszawskiego ronowcy dokonali łącznie około 700 mordów. Kolaborantów ze wschodnich formacji ochotniczych, takich jak RONA, mieszkańcy powstańczej Warszawy określali gremialnie mianem „Ukraińców”. Także powstańcza prasa, w tym zwłaszcza „Biuletyn Informacyjny”, obarczała ukraińskich kolaborantów odpowiedzialnością za zbrodnie popełnione w czasie pacyfikacji Ochoty. W konsekwencji mit o Ukraińcach dokonujących na Ochocie masowych mordów, gwałtów i rabunków utrwalił się w społecznej świadomości i w literaturze – mimo że RONA pozostawała złożona niemal wyłącznie z Rosjan.

## Upamiętnienie
Ofiary Zieleniaka upamiętniała początkowo tablica projektu Karola Tchorka, zainstalowana na zachowanym fragmencie ściany budynku administracyjnego, stojącym przy chodniku nieopodal targowiska Banacha. Widnieje na niej inskrypcja o treści:

Miejsce uświęcone krwią Polaków poległych za wolność ojczyzny. Tu w sierpniu i wrześniu 1944 r. hitlerowcy rozstrzelali kilkaset Polaków.

4 sierpnia 2022 roku na murze obok tablicy Tchorka zawieszono tabliczkę z inskrypcją o treści: 

Pamięci kobiet i dziewczynek, które w dniach 4–20 sierpnia 1944 roku padły ofiarą gwałtów i przemocy ze strony żołnierzy Rosyjskiej Wyzwoleńczej Armii Ludowej (RONA) działającej w strukturach niemieckiej Waffen SS na terenie targowiska Zieleniak. Warszawianki i Warszawiacy.

| Lokalizacja            | Forma upamiętnienia                                                           | Upamiętnione wydarzenie |
| ---------------------- | ----------------------------------------------------------------------------- | --- |
| ul. Grójecka 20b       | Marmurowa tablica na podwórzu                                                 | Upamiętnia ofiary masakry dokonanej w tym domu przez Niemców 4 sierpnia 1944 roku.                                                |
| ul. Grójecka 22/24     | Tablica Tchorka na postumencie przy ścianie budynku                           | Upamiętnia ofiary masakry dokonanej w tym domu przez Niemców 5 sierpnia 1944 roku.                                                |
| ul. Grójecka 39        | Dwie tablice Tchorka: na podwórzu i klatce schodowej DS „Bratniak – Muszelka” | Upamiętniają ofiary egzekucji przeprowadzanych przez Niemców na terenie Domu Akademickiego.                                       |
| ul. Grójecka 104       | Mosiężna tablica na ścianie budynku                                           | Upamiętnia ofiary zbrodni dokonanej przez żołnierzy RONA w tym domu oraz w pobliskich ogródkach działkowych 4 sierpnia 1944 roku. |
| ul. Grójecka 119       | Krzyż i tabliczka przy ogrodzeniu                                             | Upamiętniają pięciu młodych mężczyzn rozstrzelanych w tym miejscu przez żołnierzy RONA 4 sierpnia 1944 roku.                      |
| al. Krakowska 110/114  | Tablica z brązu na ścianie Instytutu Lotnictwa                                | Upamiętnia m.in. ofiary pacyfikacji Okęcia, rozstrzelane w tym miejscu w pierwszych dniach sierpnia 1944 roku.                    |
| al. Krakowska 175      | Krzyż i tablica                                                               | Upamiętniają żołnierzy 7 pp AK „Garłuch”, poległych i zamordowanych w tym miejscu 2 sierpnia 1944 roku.                           |
| ul. Mianowskiego 15    | Tablica Tchorka na ścianie domu                                               | Upamiętnia ofiary zbrodni dokonanych przez żołnierzy RONA 11 sierpnia 1944 roku, po upadku Reduty Wawelskiej.                     |
| al. Niepodległości 221 | Tablica Tchorka na fasadzie kamienicy                                         | Upamiętnia ofiary masakry dokonanej w tym domu przez żołnierzy RONA 7 sierpnia 1944 roku.                                         |
| ul. Nowogrodzka 78     | Tablica Tchorka na ścianie domu                                               | Upamiętnia ofiary masakry dokonanej przez Niemców 12 sierpnia 1944 roku na terenie Miejskiego Instytutu Higieny.                  |
| ul. Tarczyńska 17      | Tablica Tchorka na fragmencie muru                                            | Upamiętnia ofiary egzekucji przeprowadzonej w tym miejscu przez Niemców 3 sierpnia 1944 roku.                                     |
| ul. Wawelska 15        | Tablica Tchorka na ścianie Narodowego Instytutu Onkologii                     | Upamiętnia ofiary zbrodni dokonanych przez żołnierzy RONA w sierpniu 1944 roku na terenie Instytutu Radowego.                     |
| ul. Wawelska 66/74     | Tablica Tchorka na ścianie budynku                                            | Upamiętnia ofiary zbrodni dokonanej przez żołnierzy RONA 5 lub 6 sierpnia 1944 roku w piwnicy willi przy ul. Korzeniowskiego 4.   |

## W kulturze
Pacyfikację Ochoty, w tym mordy i gwałty dokonywane przez ronowców na Zieleniaku, ukazano w VII serii serialu telewizyjnego Czas honoru.